# 湘南電車

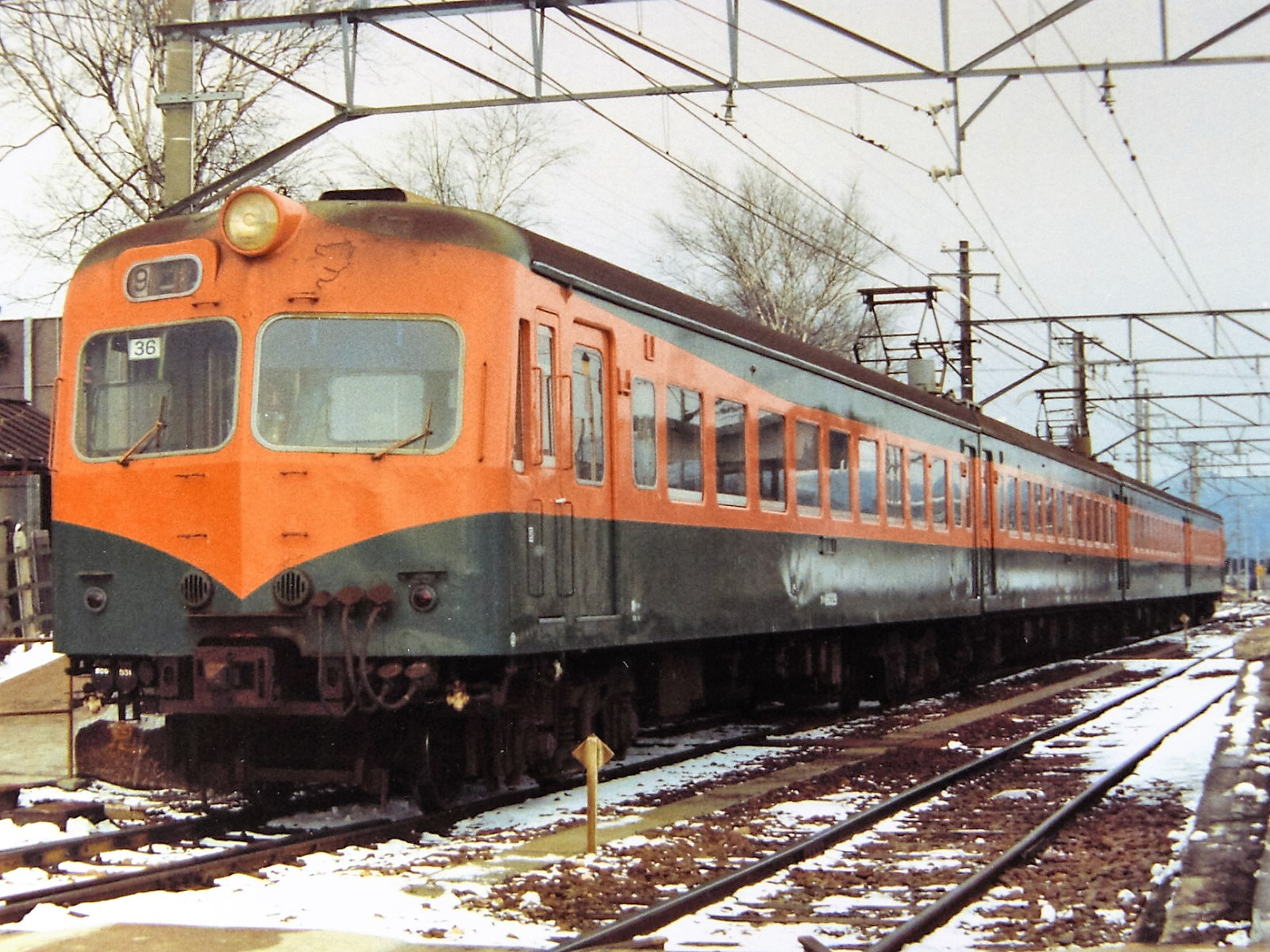
初代湘南電車80系

湘南電車（しょうなんでんしゃ）は、日本国有鉄道（国鉄）東海道本線の湘南地域で運用した電車の愛称である。当初は1950年に運行開始しオレンジと緑のツートンカラーをまとって登場した80系電車の愛称であったが、その後、車両によらず東海道本線の東京駅 - 熱海駅・沼津駅間の電車列車（中距離電車）の通称として用いられている。
車両形式としての80系電車は「湘南形電車」などとも呼ばれた。80系電車に用いられた緑色に窓まわりのオレンジを配した塗装は「湘南色」とも呼ばれ、国鉄の直流近郊・急行型電車に普及した。一方、80系増備車からの前面非貫通2枚窓で上半分が傾斜したスタイルは1950年代以降に新造・車体更新された国鉄・私鉄車両に広く波及し、「湘南顔」のように呼ばれた。

## 歴史

### 由来
東京と小田原・熱海・沼津の間に運転されていた電気機関車牽引の客車列車の国鉄部内呼称である「湘南列車」 が、1950年3月から電車運転へと切り替えられる際に「湘南電車」と呼び変えられ、一般にも用いられる様になった。「湘南列車」が国鉄部内での呼称であったのとは異なり、「湘南電車」という呼称が一般に浸透したのは、車体の色彩によるところが大きい。しかし、小田原以西では受け入れられず、運用開始時の小田原駅の看板では「湘南伊豆電車」が用いられた。
計画段階では「湘南電動列車」という語も用いられ、また、東海道本線電化当初、東京と小田原の間ならびに東京と横須賀の間に運転された列車には「湘南旅客列車」という呼称が用いられていた。

### 電車化
電車化の際、新たに開発された80系電車が専用に導入され、「湘南電車」の名はひいてはこの80系のことをも指すようになる。80系は、機関車牽引の客車列車を加減速・高速性能に優れた電車に置き換える目的で開発された長距離運転用電車であった。このため、高速性能を確保しつつ、在来客車に近い水準の接客設備を備え、また当時日本の電車最長の16両編成が可能な仕様であった。当時の国鉄では、電車は都市近郊での短距離運転向けのものと看做されていただけに、80系を使用し、120km以上の長距離を、在来電車では先例のない客車列車並みの長大編成で運行したことは画期的だった。
投入当初は初期故障を連発させ、新聞紙面で「遭難電車」と揶揄されもしたが、ほどなく安定運用が可能となり、国鉄での電車による長距離列車運転は広く定着していった。1950年8月から京阪神間急行電車に用いられ たほか、東海道本線の電化区間西伸にともない80系の運用区間も西進し、その後山陽本線、上越線、東北本線、信越本線、中央本線、飯田線、身延線でも運用され「湘南」の範囲に収まらなかったが、80系に対して「湘南形電車」という呼称が用いられた。
80系電車によっていた準急「東海」用に開発された91系→153系電車が「新湘南」と呼ばれた時期もあったが、次第に「東海形」と呼ばれる様になり「新湘南」は定着しなかった。

### 111系・113系への置き換え後

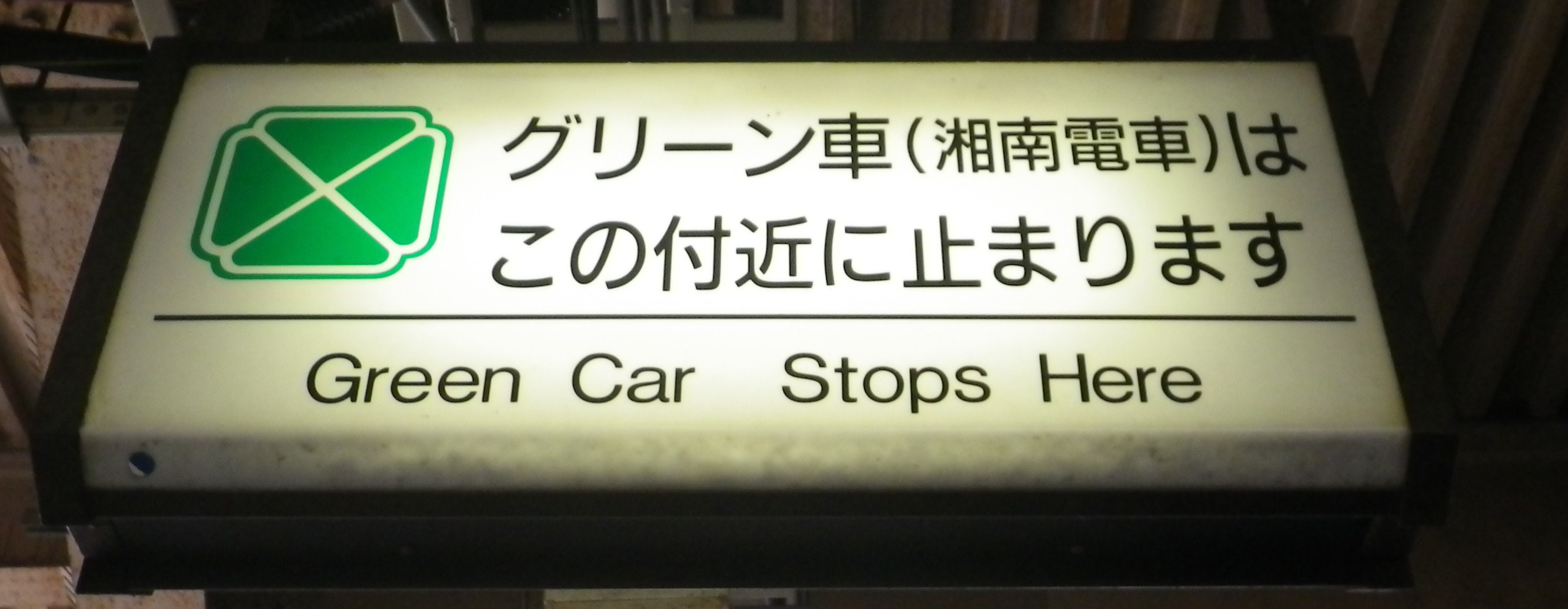
「湘南電車」の表記が現存する大船駅2番線のグリーン車停車位置案内板（2011年5月24日）

1962年に登場した111系電車により「湘南電車」は順次置き換えられ、80系電車の東京駅乗り入れは1977年3月28日に終了したが、運行系統として「湘南電車」の呼称は以後も用いられた。しかし、1980年代以降、旅客案内上は湘南電車にかわり東海道線が使用されるようになっている。
21世紀初頭の時点で、JRにおいて路線（もしくは区間）の愛称として「湘南電車」が使用されることは基本的にないが、大船駅東海道線ホームのグリーン車停車位置案内板には「グリーン車（湘南電車）はこの付近に止まります」という表示が存在している。ただし、英文での表現は、"Shōnan Train"ではなく"Tōkaidō Local Line"となっている。また、鉄道関係者や愛好者の間では慣用句として廃れずに用いられており、書籍などで表題に使われる場合もある。
80系投入当初より使用された車体塗装のカラーリングである、オレンジと緑のツートーンカラーを指す「湘南色」という呼び方は広く通用している。また、2021年現在も東海道線で運行されている「（湘南ライナー→）湘南」や「湘南新宿ライン」にもその名が引き継がれている。

### 113系の運用終了

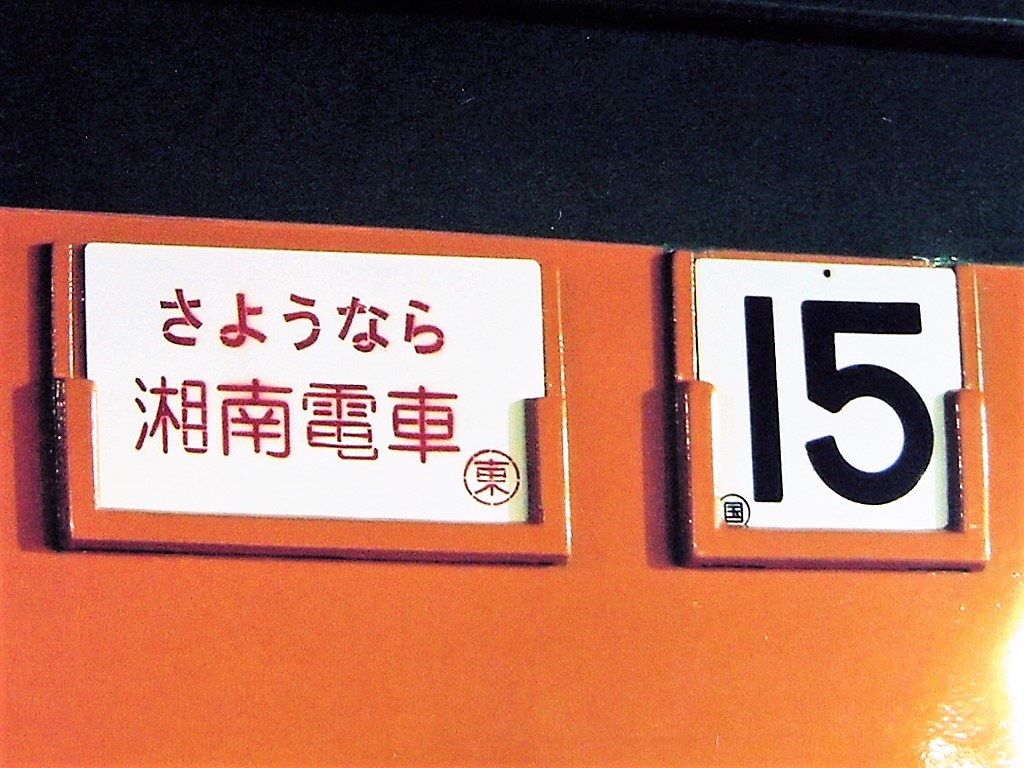
2006年3月17日、東海道線東京口の113系運用最終日に一部車両に挿入されたサボ。

2004年に国鉄時代から使用していた113系を本区間から運用撤退させる旨の発表がJR側からなされると、一部のマスコミが「湘南電車の引退」と報じた。2005年10月1日には、駅改良とエキュート品川の誕生を記念して湘南色のクモユニ74形を模した郵便ポストが品川駅コンコースに設置された。
2006年3月17日の営業運行終了に際して、JR東日本側でも「さよなら湘南電車」として沿線観光パンフレットを製作、最後まで運用した編成の先頭車前面に「ありがとう113系電車」と表記した4種類のステッカーを貼付の他、運用最終日には一部車両に「さようなら湘南電車」と書かれた横サボを挿入。さらには藤沢駅東海道線ホームのキヨスクに80系の意匠を採用するなど、単なる「車両の引退」という枠を超えたPRも行っていた。これは近年の一般社会で用いられた珍しい例といえる。
2011年2月5日と6日には、湘南色に復刻されていた幕張車両センターの房総地区用113系4両編成（マリ117編成）による団体臨時列車「懐かしの113系で行く東海道本線の旅」が横浜駅 - 熱海駅間で運転された。神奈川新聞ではこの列車の運行に際して「湘南電車カムバック」と報じている。

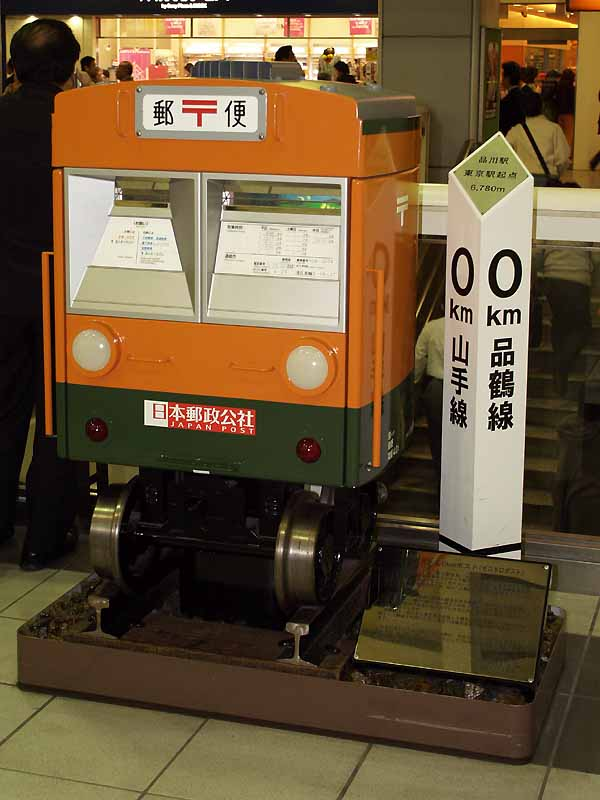
クモユニ74形を模した品川駅の郵便ポスト（2006年11月）
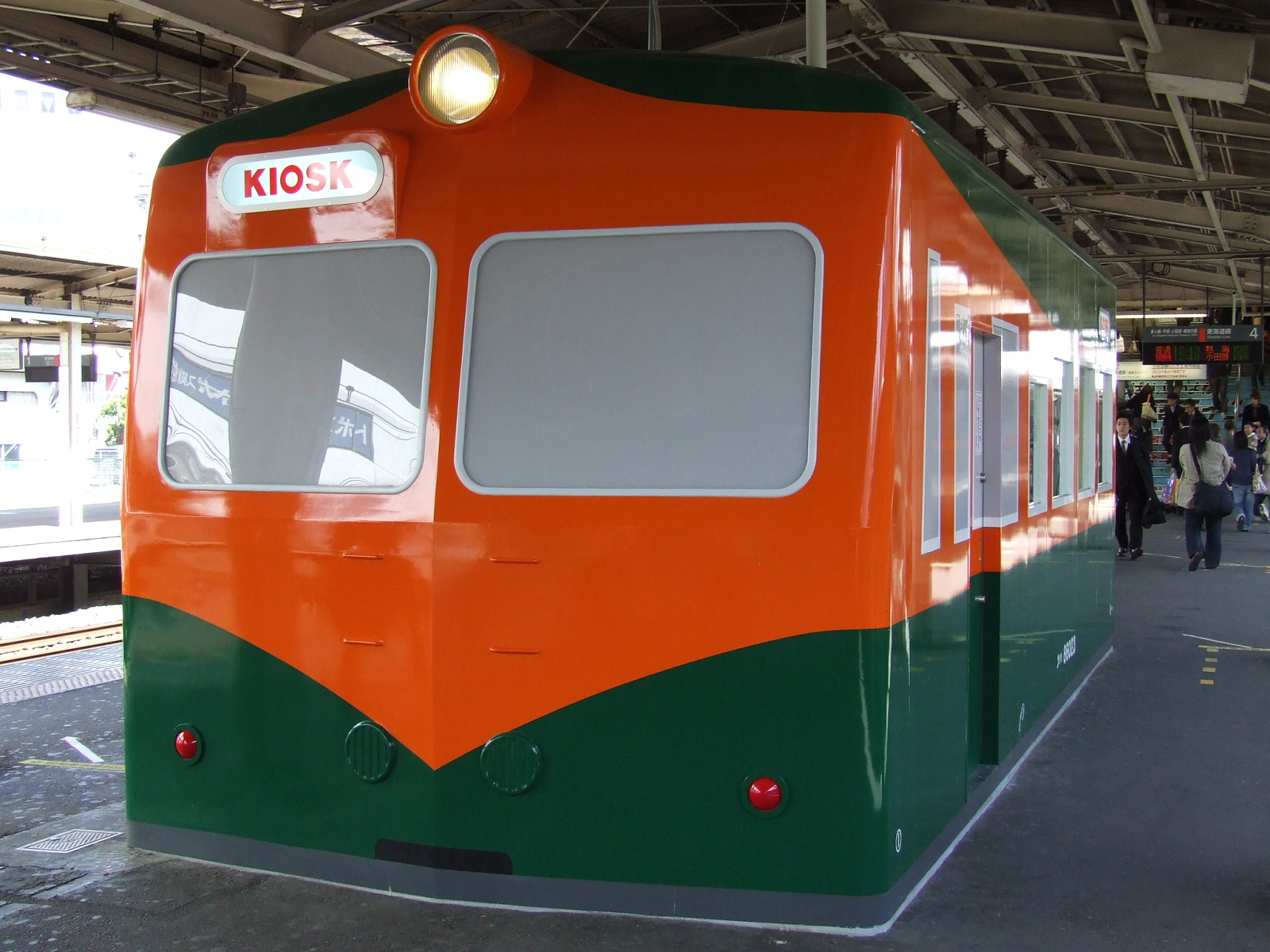
藤沢駅ホームに設置された湘南電車キヨスク（2006年3月）
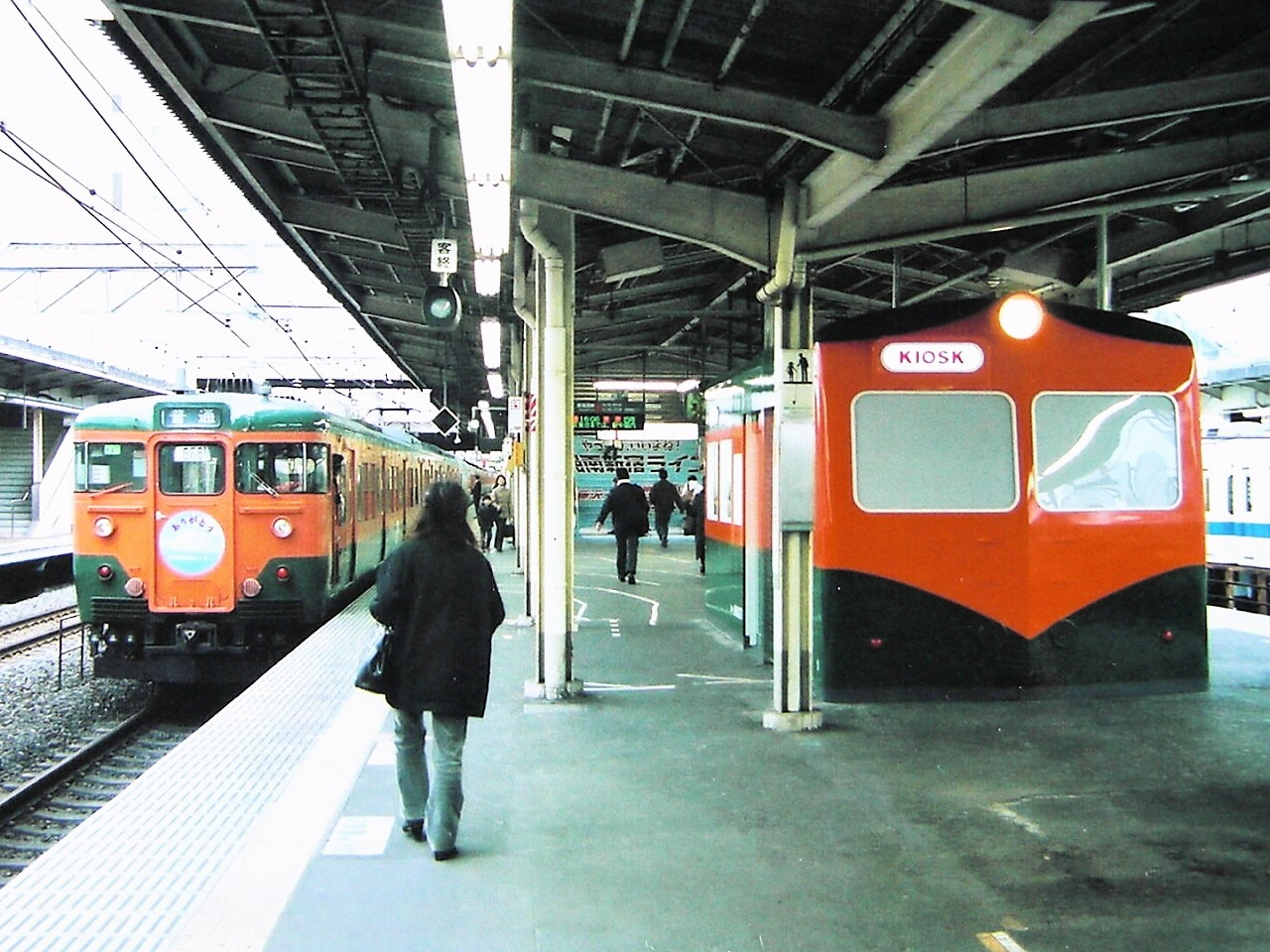
80系を模した店舗と113系電車の並ぶ姿（2006年3月）

## 湘南色

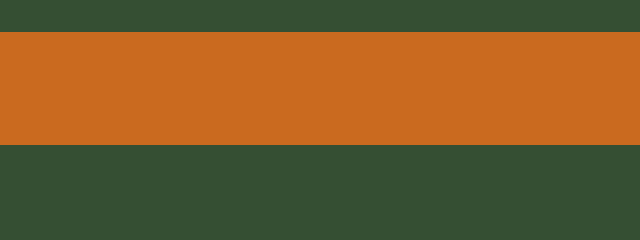
湘南色

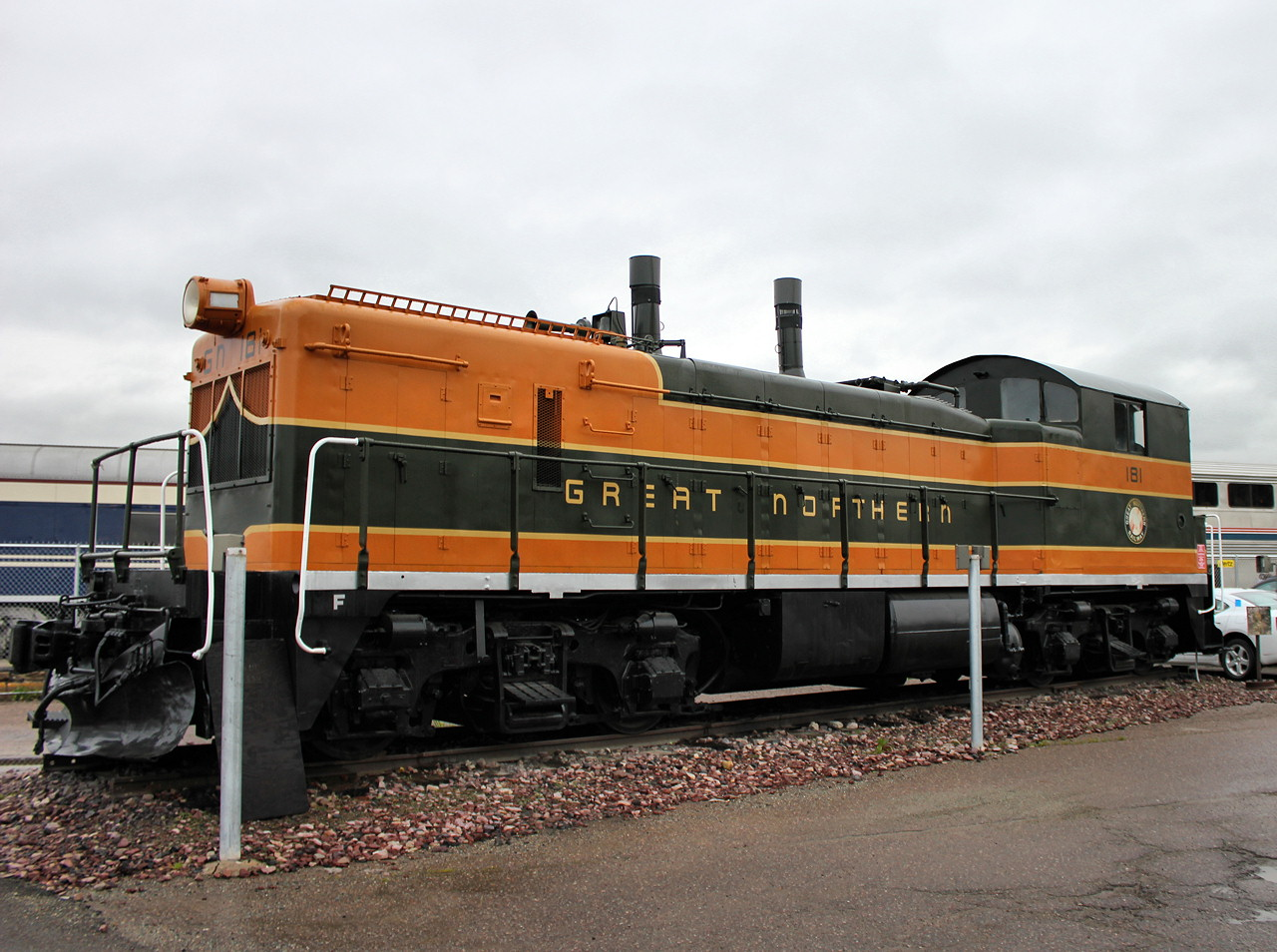
グレート・ノーザン鉄道の機関車

「湘南色」とは黄かん色（濃いオレンジ色）■と緑2号（濃い緑色、ダークグリーン）■のツートーンカラーの愛称である。

### 湘南色の登場
湘南色の始まりは、かつて東海道本線を走っていた80系まで遡る。同系列は1950年に当初からオレンジ色と緑色の塗り分けで運行開始されたが、それ以前の国鉄旅客車両の塗装が一般に客車も電車も「ぶどう色」と称される焦げ茶色1色のみで精彩に乏しかった中、同系列の派手な塗装は世論をわかせた。湘南色とその塗り分けパターンは、グレート・ノーザン鉄道の車両写真を見た島秀雄の意見がきっかけとなり、宣伝として目立つ色であり、また遠方からも識別容易であることからオレンジ色が、それに調和する汚れの目立たない色として濃緑色が選ばれた。しかし明るい色についての知見がなく小さい色見本で決定された当初の色はむしろ柿色に近く、サビ止め塗料かとの批判まであり、みかん色に変更された。この配色が「ミカンの実と葉の色にちなむ」というのは後付けの説明であるが、この他にも「神奈川県西部や静岡県地方特産のミカンとお茶にちなんだもの」といった沿線の風物に発祥しているとする解説がなされている場合がある。
また、その色合いから「かぼちゃ電車」「みかん電車」とも呼ばれる。
尚、湘南色及び同時期に明色化された横須賀線電車の塗色採用過程での試験塗装として、1949年末頃に横須賀線で運用されていた32系モハ32028を使用し、電気側側面を湘南色（本採用された色とは若干色調が異なる）、空気側側面と正面を横須賀色（スカ色）に塗装した実車試験が実施され、同車は一般乗客から「お化け電車」とあだ名された。
その後、国鉄は湘南色を直流電化区間の近郊型・急行型電車における車両制式色とし、地域に関係なく広く用いた。その背景の一つには、広域的な車両の転配属を考慮した国鉄が、塗装に至るまでの徹底した標準化を図っていたことが挙げられる。

### 塗り分けのパターン
80系では当初、車両前面の塗装塗り分けパターンに試行 も見られたが、最終的には窓上と窓下に円弧を描いた緑塗装とし、中央を菱形状にオレンジ塗装とするパターンとなった。こちらは「金太郎塗り」と呼ばれた。尚、正面3枚窓の80系一次車については後に金太郎塗りをやめ、窓上を直線で塗り分けた。また、中間車から改造のクハ85形については前面窓の上下とも直線塗り分けだった。
同系列以降に湘南色に塗装された電車としては、近郊形111系・113系、115系、急行形では153系・155系・159系・163系・165系・167系・169系の各系列が該当する。これらは前面に貫通路を備え、ほぼ共通したデザインモチーフの車両だが、系列ごとに車両前面の塗り分けパターンが異なっていた。111系・113系と159系は貫通路脇に向かって斜めの直線塗り分け、115系は貫通扉脇に小さなRを付けた直角塗り分けで、これらの近郊形3系列と159系はいずれも前面屋根部分についても緑色塗装となっている。153系・155系は前面がオレンジ色1色で緑色は側面のみ、165系・167系・169系は前面の下半分全体を貫通扉まで含めて緑色としている。ただし、165系のうち、クハ153形から改造編入されたクハ164形については前面がオレンジ1色のままだった。
80系以前の戦前製旧形国電（52系など）や70系サハ75形も1960年代にイメージアップのために一時湘南色に塗装されて飯田線などの運行に充当された例があった。しかし、湘南色はスカ色と異なり戦前形との相性が良いとはいえなかったことから、比較的短期間で再変更されている。
旅客用以外でも郵便・荷物車クモユニ74形、クモユニ82形、クモニ83形、クモユ141形、クモユ143形、クモニ143形、クモユニ143形、事業用車クモヤ143形の各形式も湘南色に塗装された。これらは切妻高運転台の80系クハ85形と共通するデザインモチーフの車両だが、正面塗り分け線は急行形の165系に準じ、上半分橙色、下半分緑色の塗り分けだった。
また、1962年から1968年にかけて、瀬野八越えをする153系急行列車に補機を連結する為の控車として使用されたオヤ35形客車も湘南色に塗装されていた。

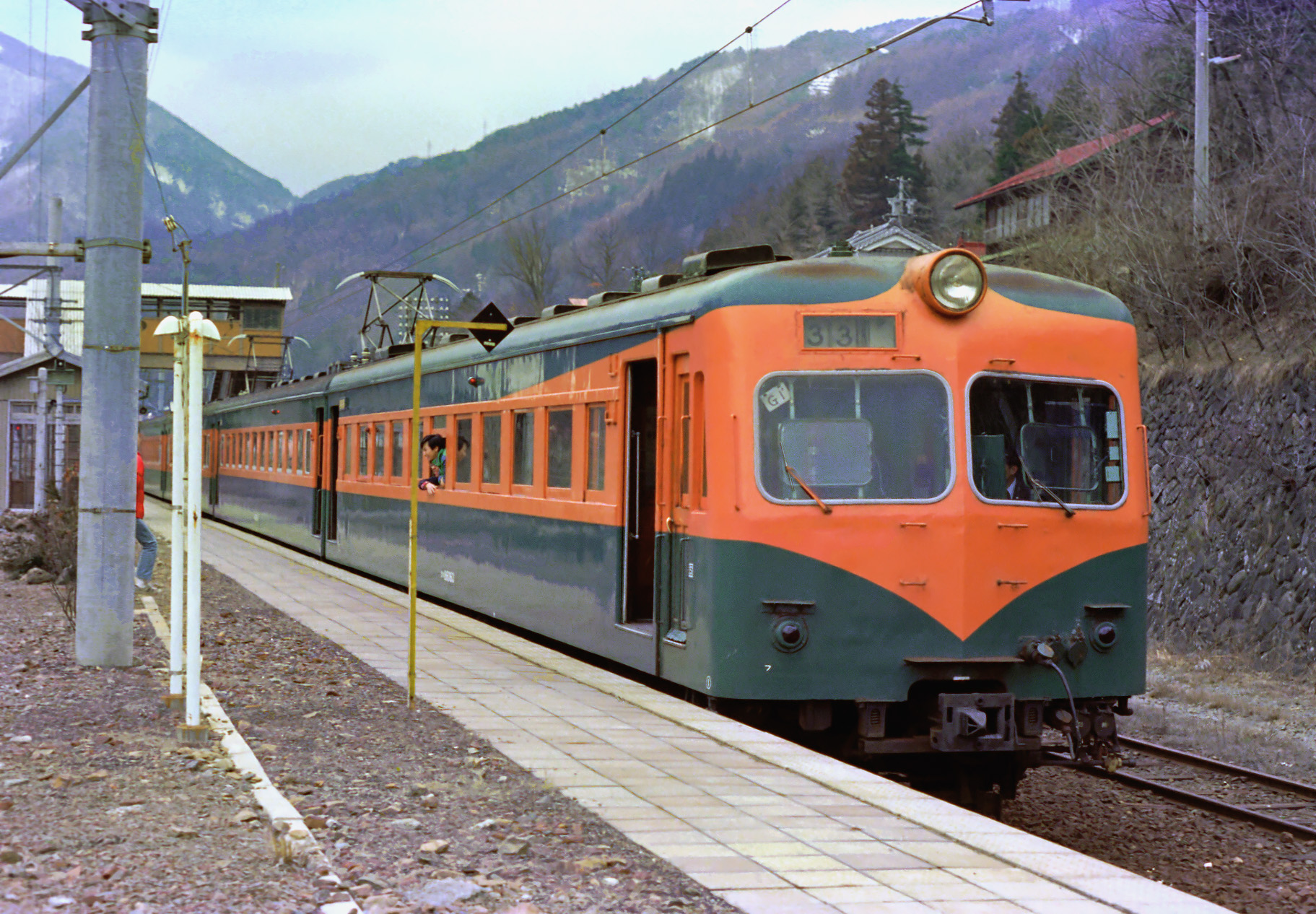
80系 クハ86形
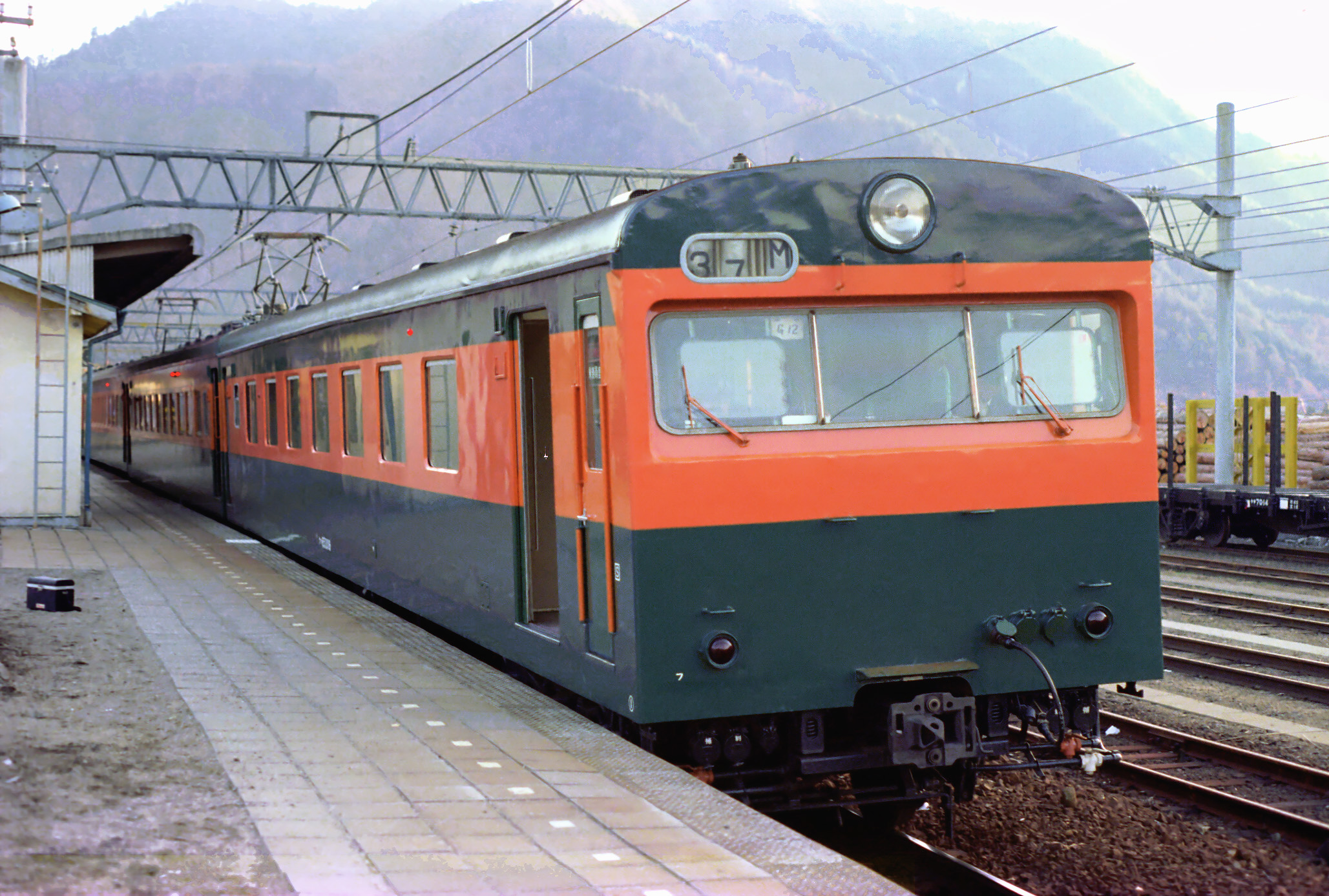
80系 クハ85形
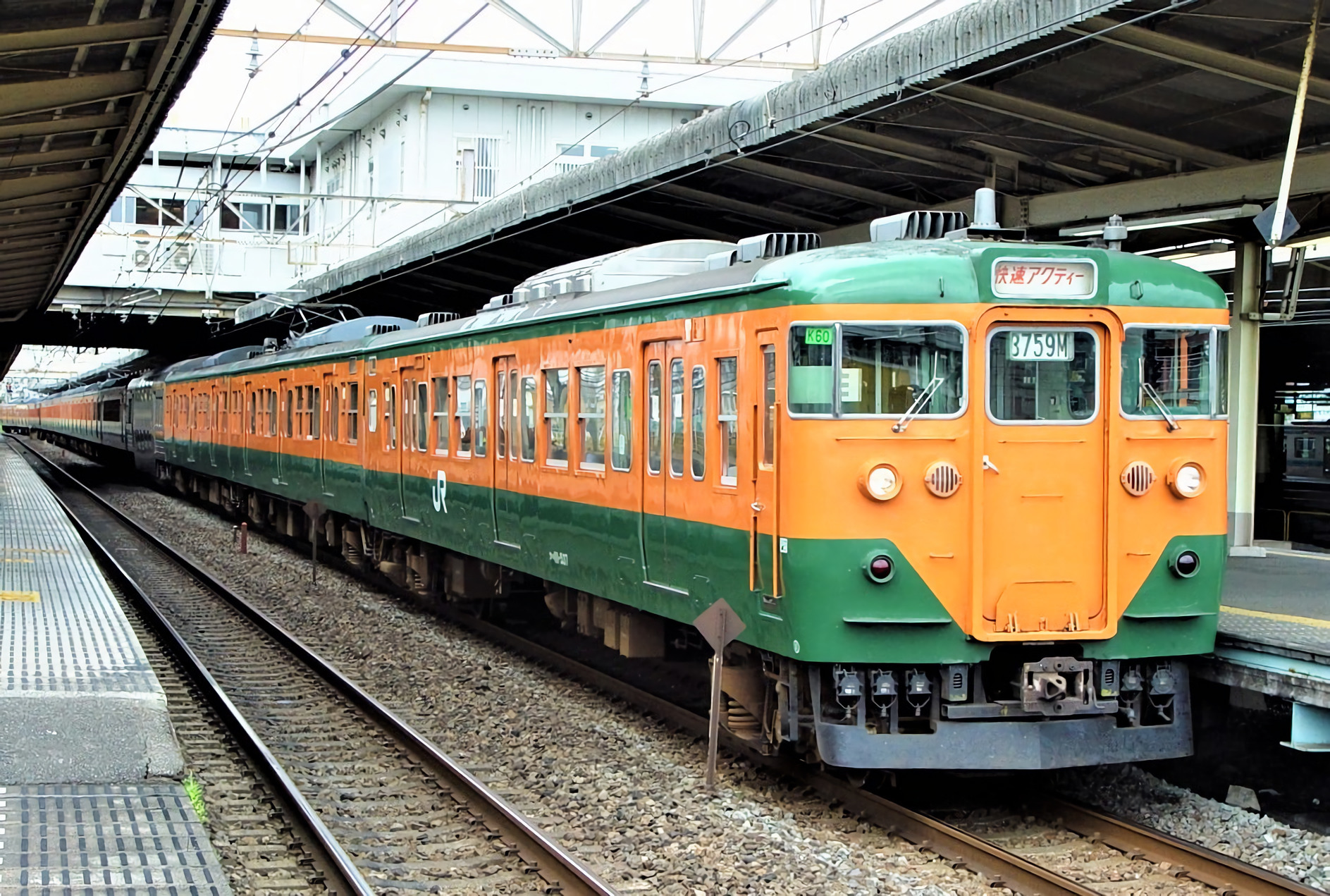
113系
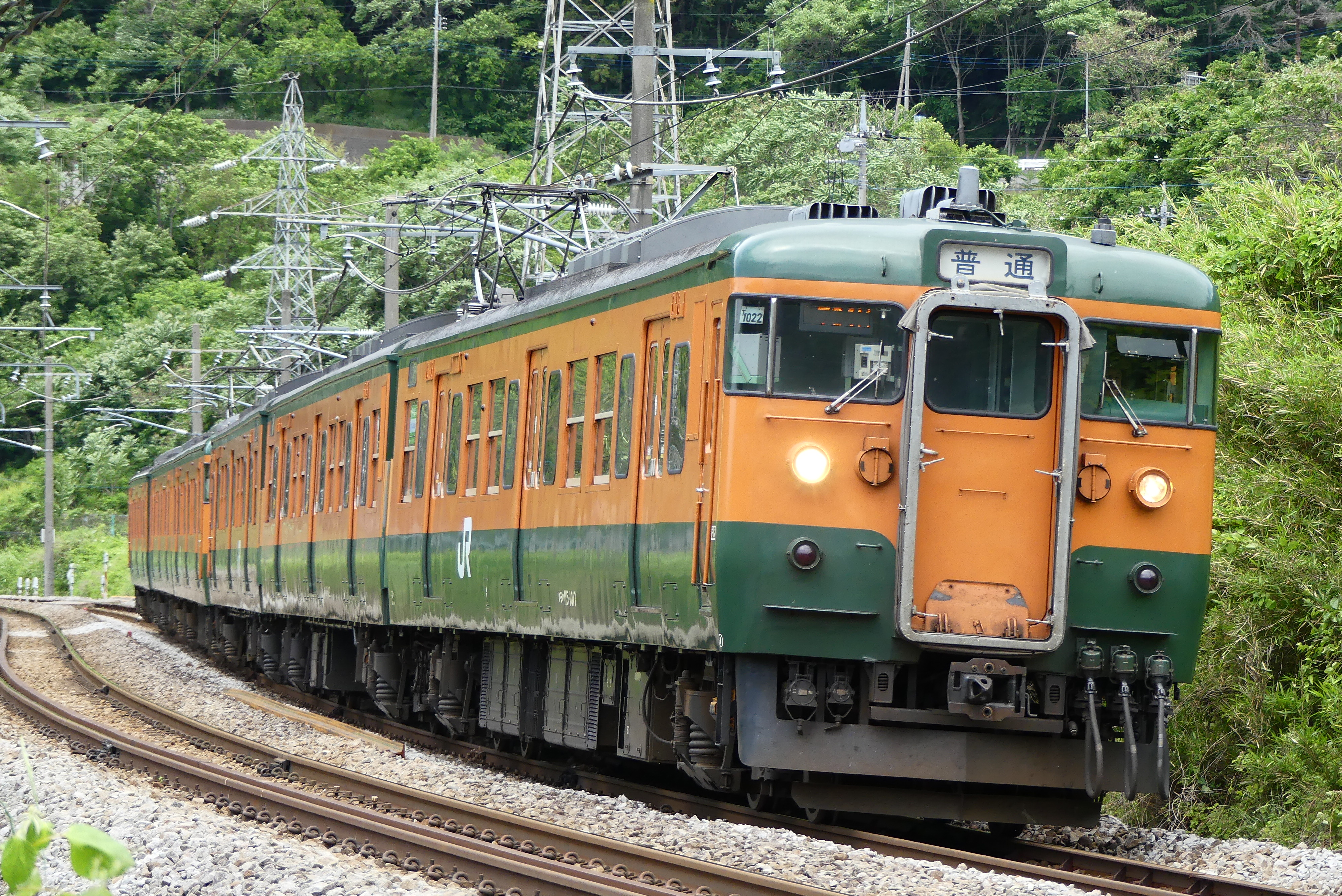
115系
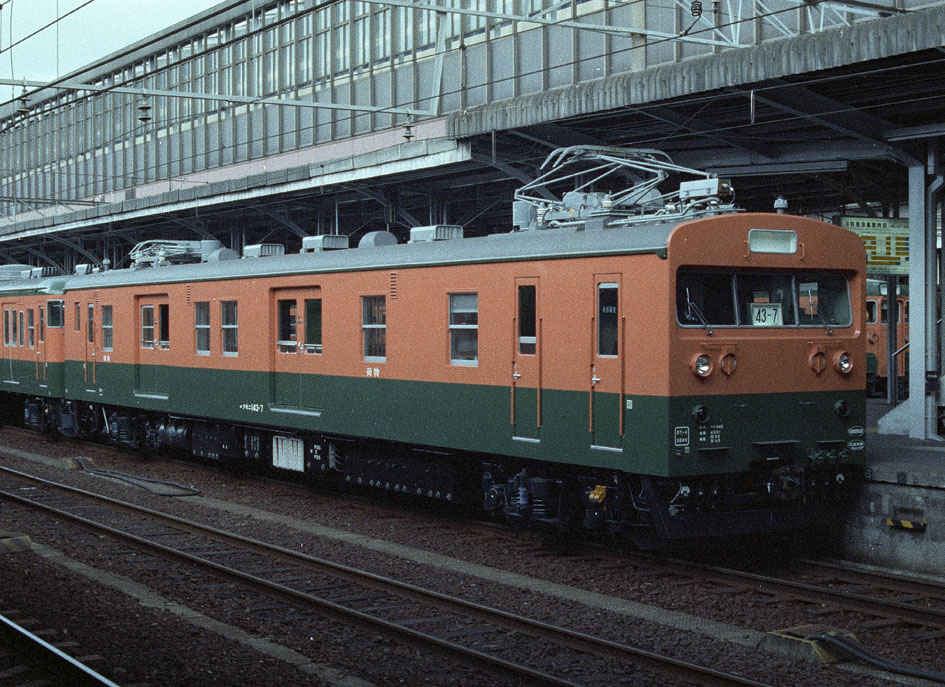
143系
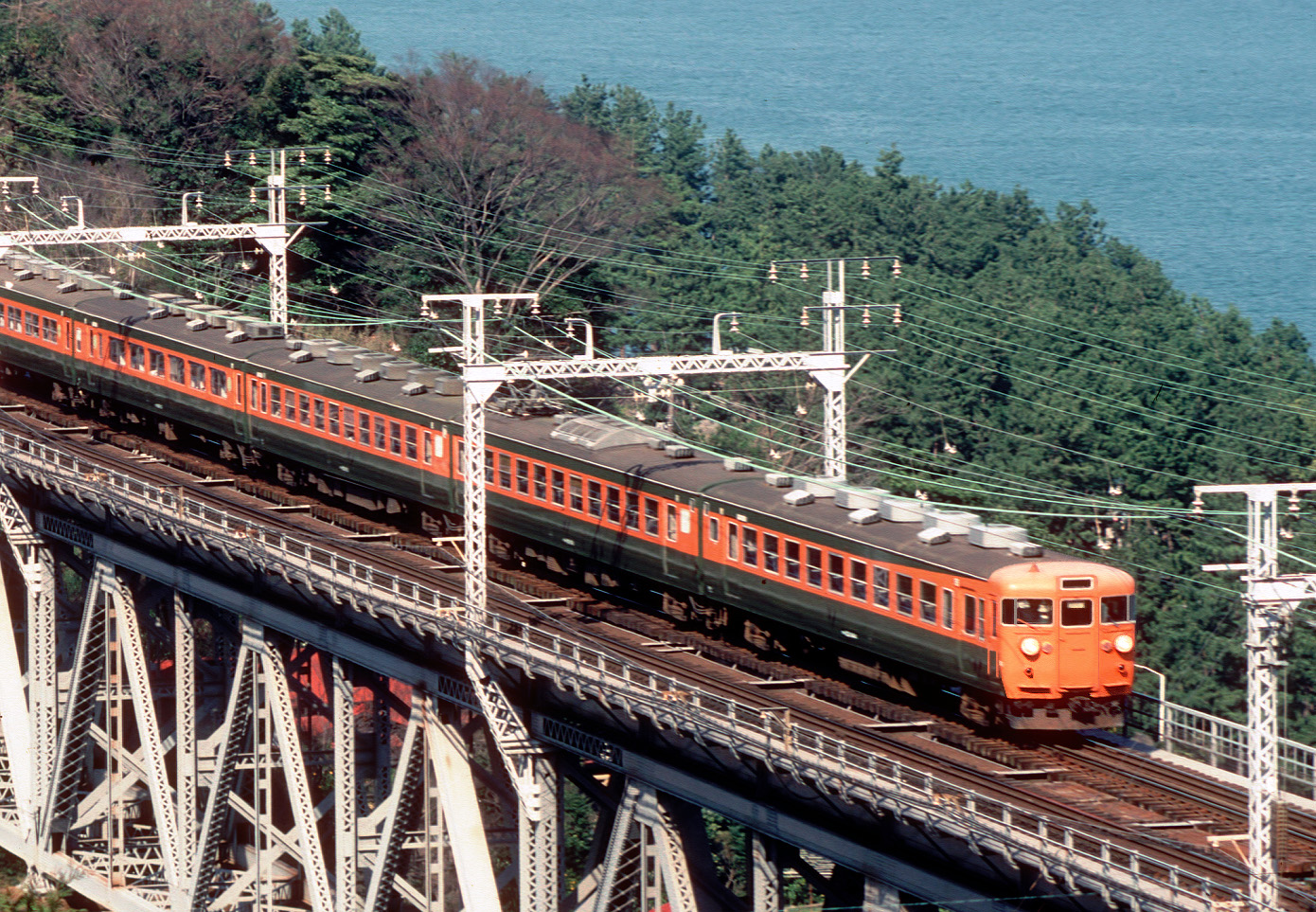
153系
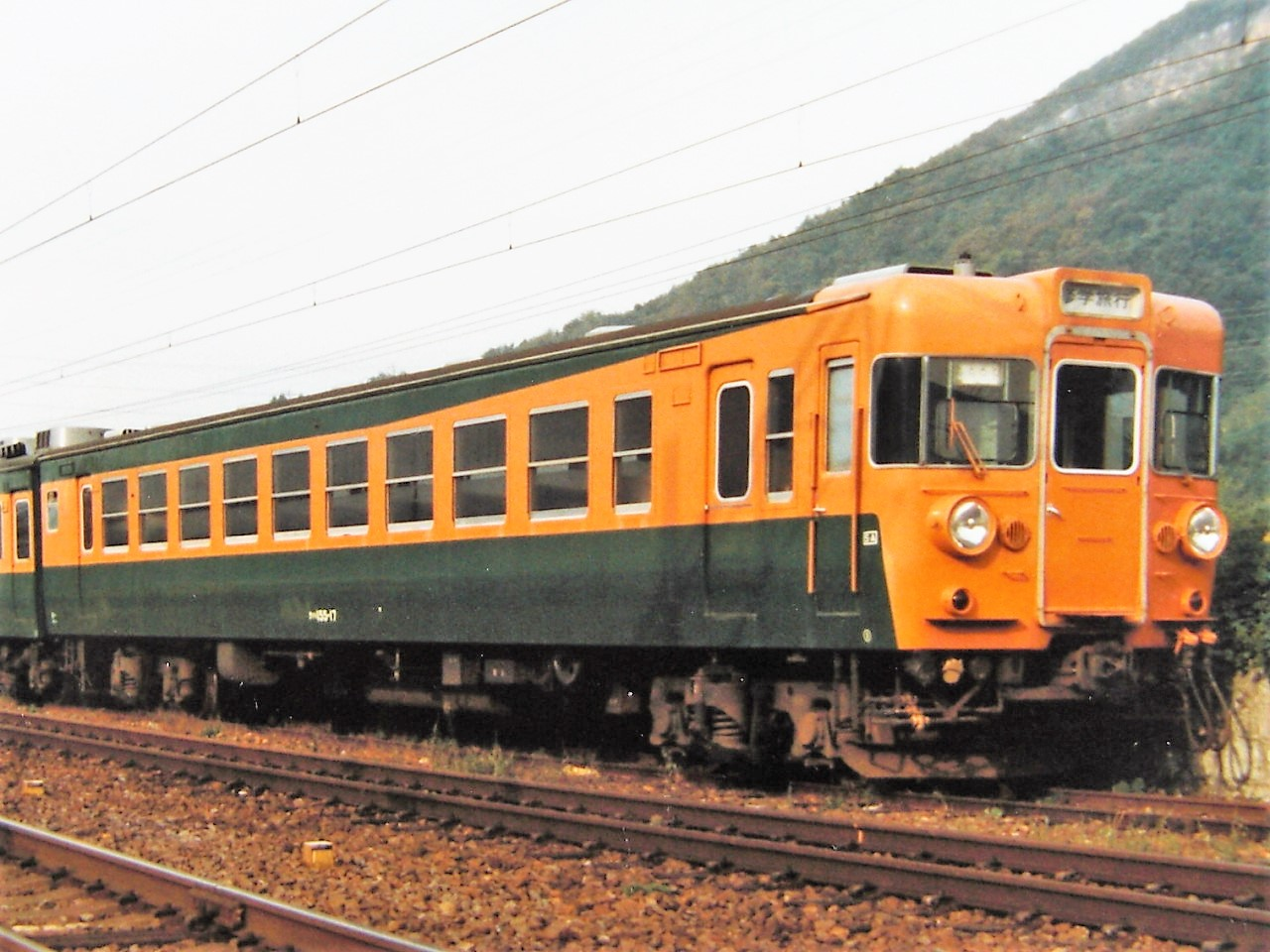
155系
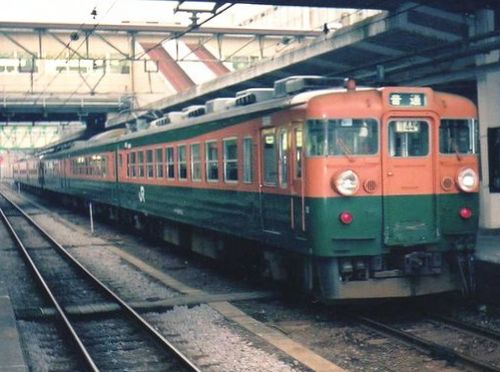
165系
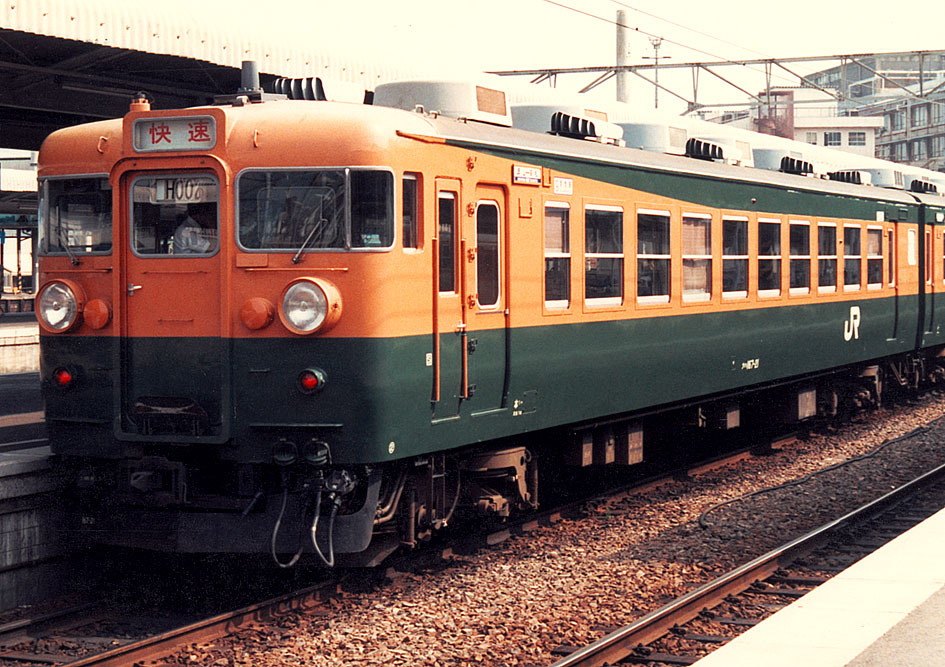
167系
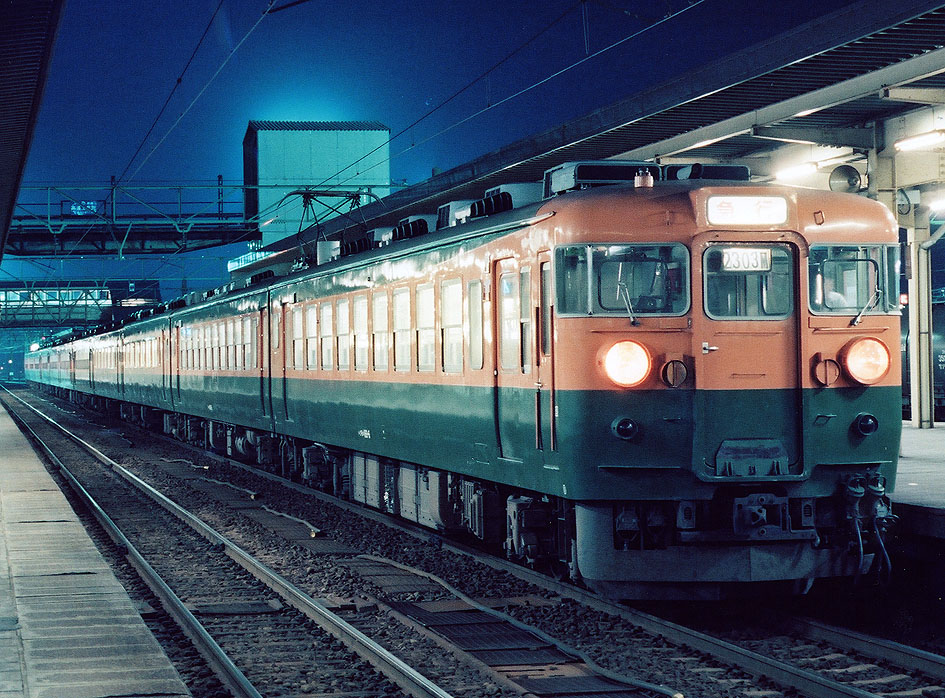
169系
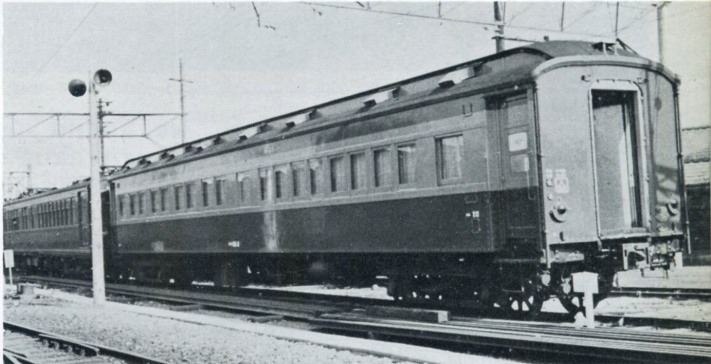
オヤ35形

### 国鉄分割民営化後の動向
国鉄末期の1980年代になるとイメージチェンジを目論んで各地域ごとに独自の塗色変更が行われるようになり、国鉄分割民営化後にはその傾向が加速した。1990年代以降は新車への置き換えやリニューアル時の塗色変更などで全体を湘南色に塗装した鋼鉄製車体の車両は著しく減少している。
民営化前後に製造されたオールステンレス車両の211系（名古屋地区に投入の0番台を除く）、213系5000番台は基本的にこの色分けを踏襲した帯を使用しているが、湘南色の伝統を踏まえつつも、車体の全体塗装ではなく、窓下などに湘南色をイメージした帯を巻いている。また、111系・113系用のグリーン車のうち2階建車両（サロ124・125形）の一部には、横須賀・総武快速線での使用を前提とした車両があり、これを東海道線に異動した際にそのまま帯色シールの張り方を踏襲した車両がある。
JR東日本が導入したE231系、E233系3000番台などは緑色の割合が多く、全体的に明るめの配色になっている。一時的に東海道線で運用されたE217系や宇都宮線に転用された205系600番台もこの塗色である。JR東日本では全体を湘南色に塗装した車両は置き換えられたものの、東海道線や宇都宮線、高崎地区の路線で運用される車両には引き続き湘南色の帯を採用している。また、東京・大宮総合訓練センターの209系改造の訓練車もE231系等と同じ帯色である。
JR東海は国鉄から引き継いだ車両に対しても多くが湘南色塗装のままで使われており、身延線にオリジナル色で登場した115系2600番台もJR化後に湘南色塗装に変更された。鋼製車もキハ11形に「白地に湘南色の帯」のタイプの帯色を採用し、103系やオリジナル塗装をまとった119系、キハ40形などの国鉄型車両も同様の塗装に変更された。この塗装は「（JR）東海色」とも呼ばれることがある。この塗り分けは佐久間レールパークに保存されていた旧性能電車クハ66形のカットモデルにも施されていた（閉館により現存しない）。
JR発足後も残った湘南色の車両は以下の通り。特記しない限り全体塗装または帯での塗装である。
- 東日本旅客鉄道
  - 113系（民営化 - 2011年）
  - 115系（民営化 - 2022年）
  - 143系（民営化 - ）
  - 165系（民営化 - 2003年）
  - 167系（民営化 - 2003年）
  - 211系[25]（民営化 - ）
  - 185系[26]（1999年 - 2017年）
  - E231系（2000年 - ）
  - E217系（2006年 - 2015年）
  - E233系（2007年 - ）
  - 205系（2013年 - 2022年）
- 東海旅客鉄道
  - 113系（民営化 - 2007年）
  - 115系（民営化 - 2008年）
  - 119系（1988年 - 2012年）
  - キハ11形（1988年 - 2016年）
  - 211系（1988年 - 2025年）
  - 103系（1989年 - 2001年）
  - 123系（1989年 - 2007年）
  - 213系（1989年 - ）
  - キハ40系（1990年 - 2016年）
- 西日本旅客鉄道
  - 113系（民営化 - 2017年）
  - 115系（民営化 - ）
  - 165系（民営化 - 2002年）
  - 167系（民営化 - 2001年）
- 四国旅客鉄道
  - 111系（2001年）

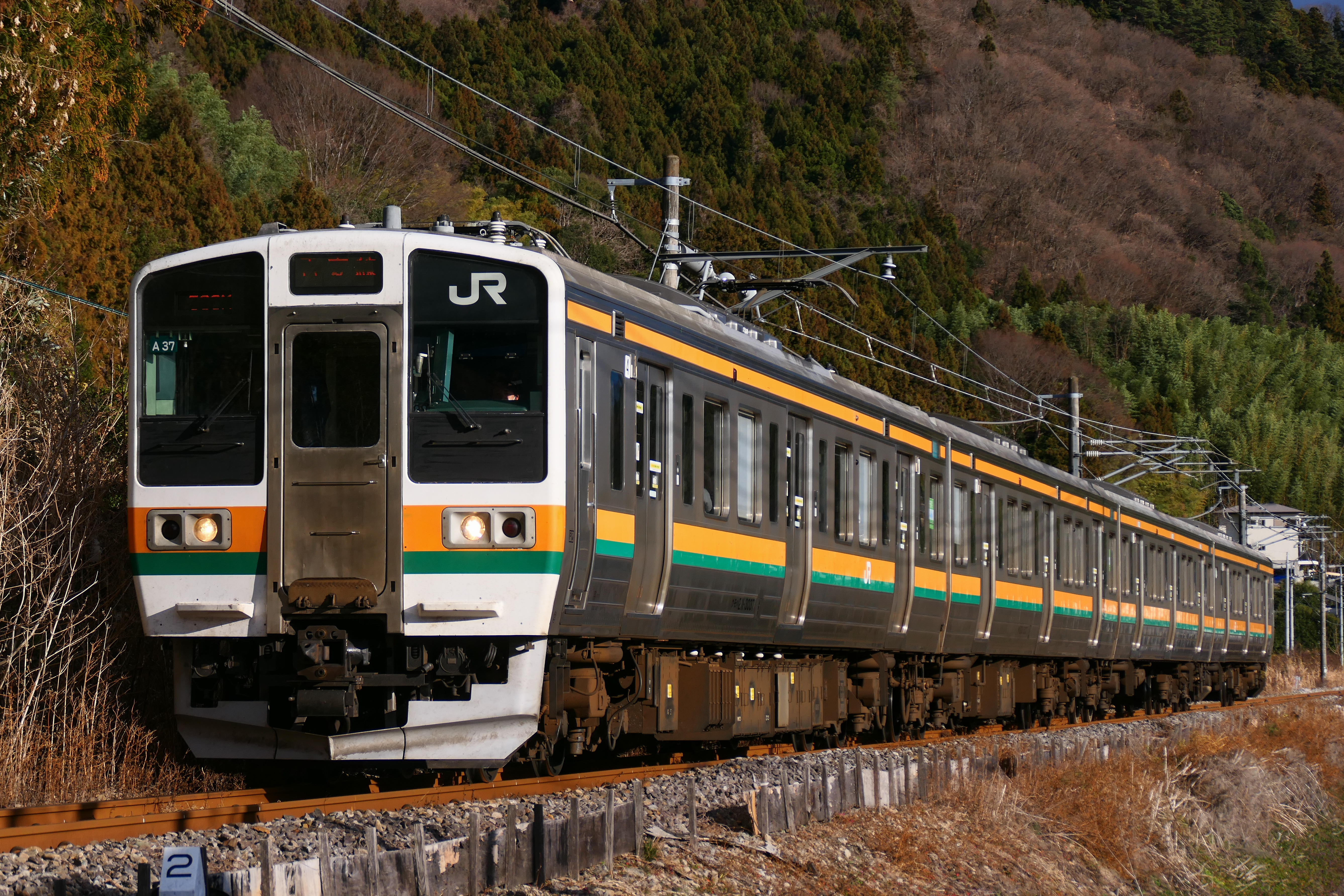
211系
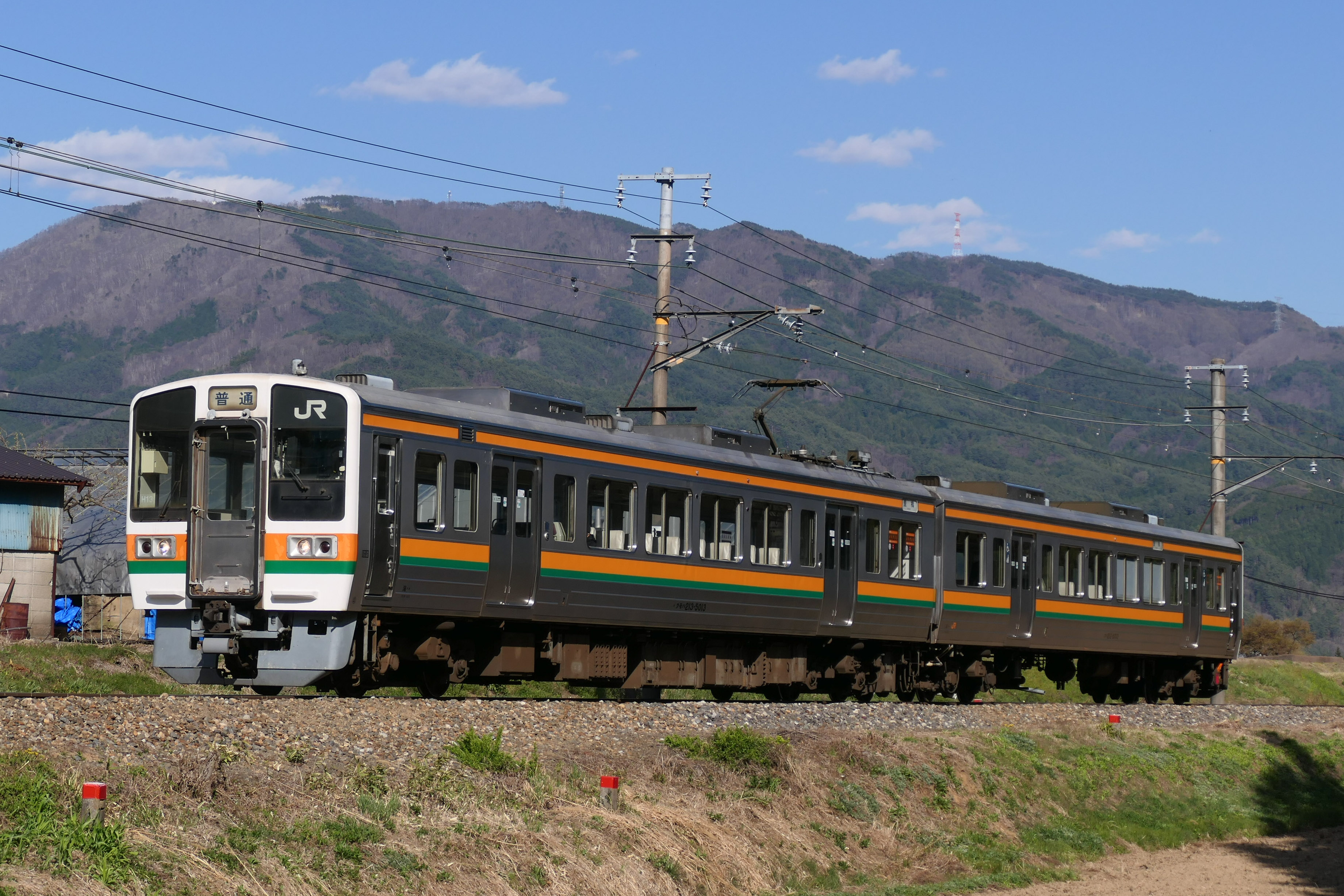
213系
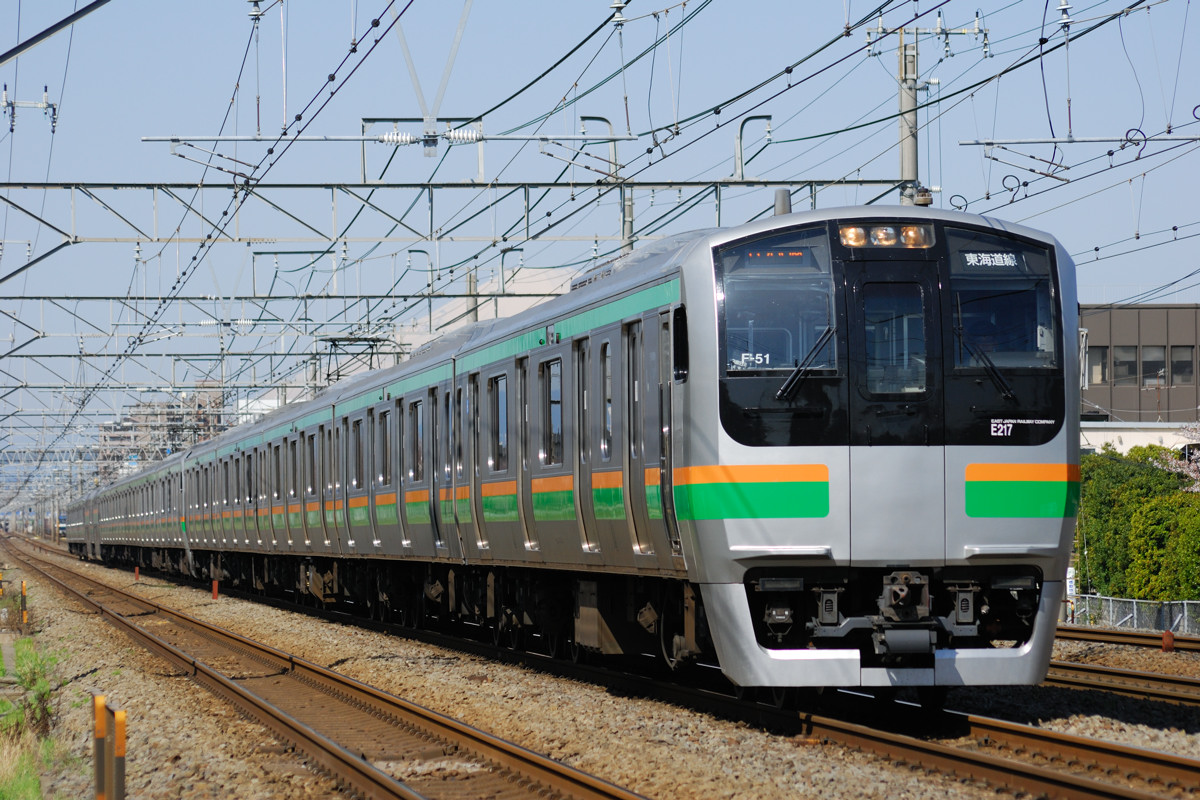
E217系
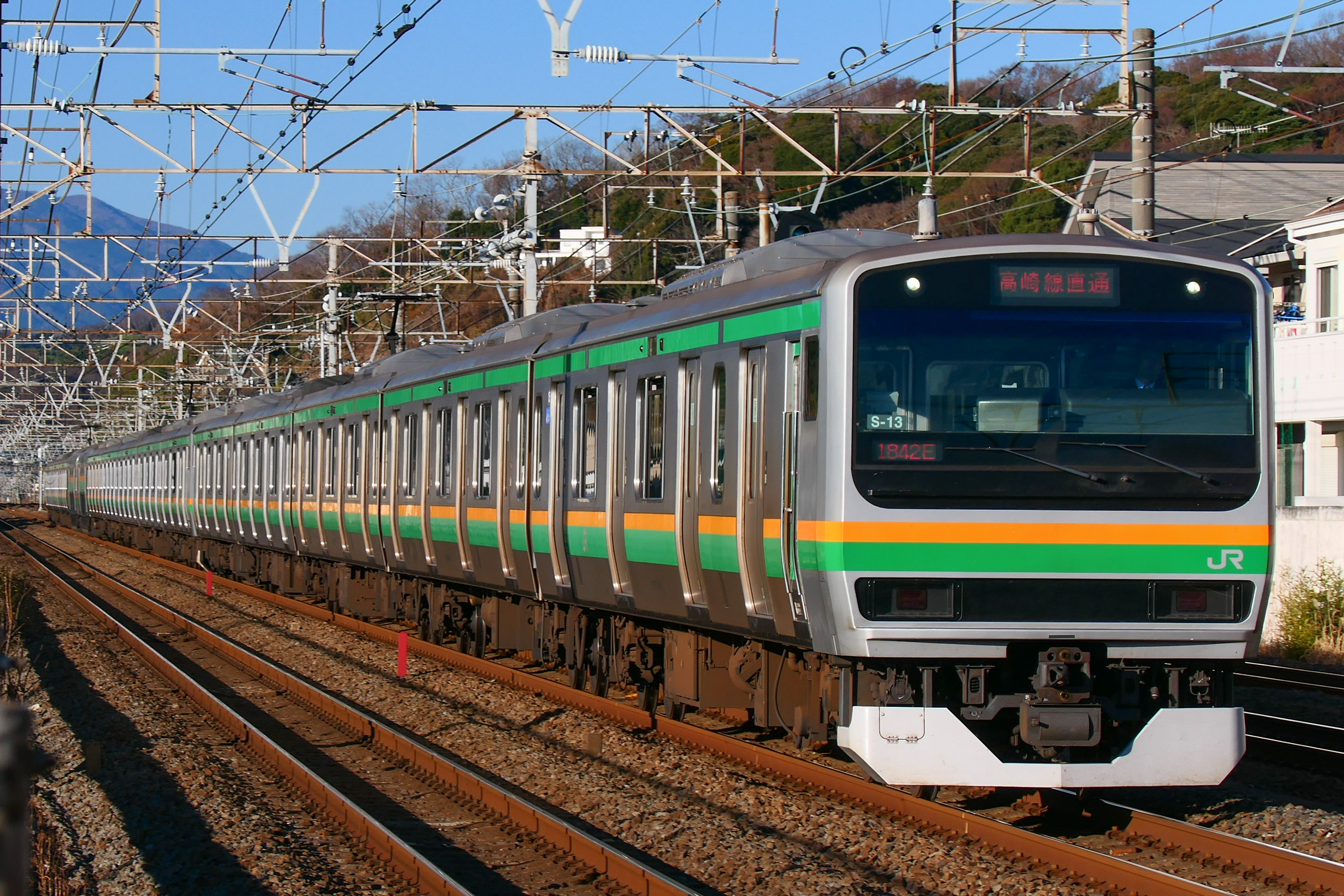
E231系
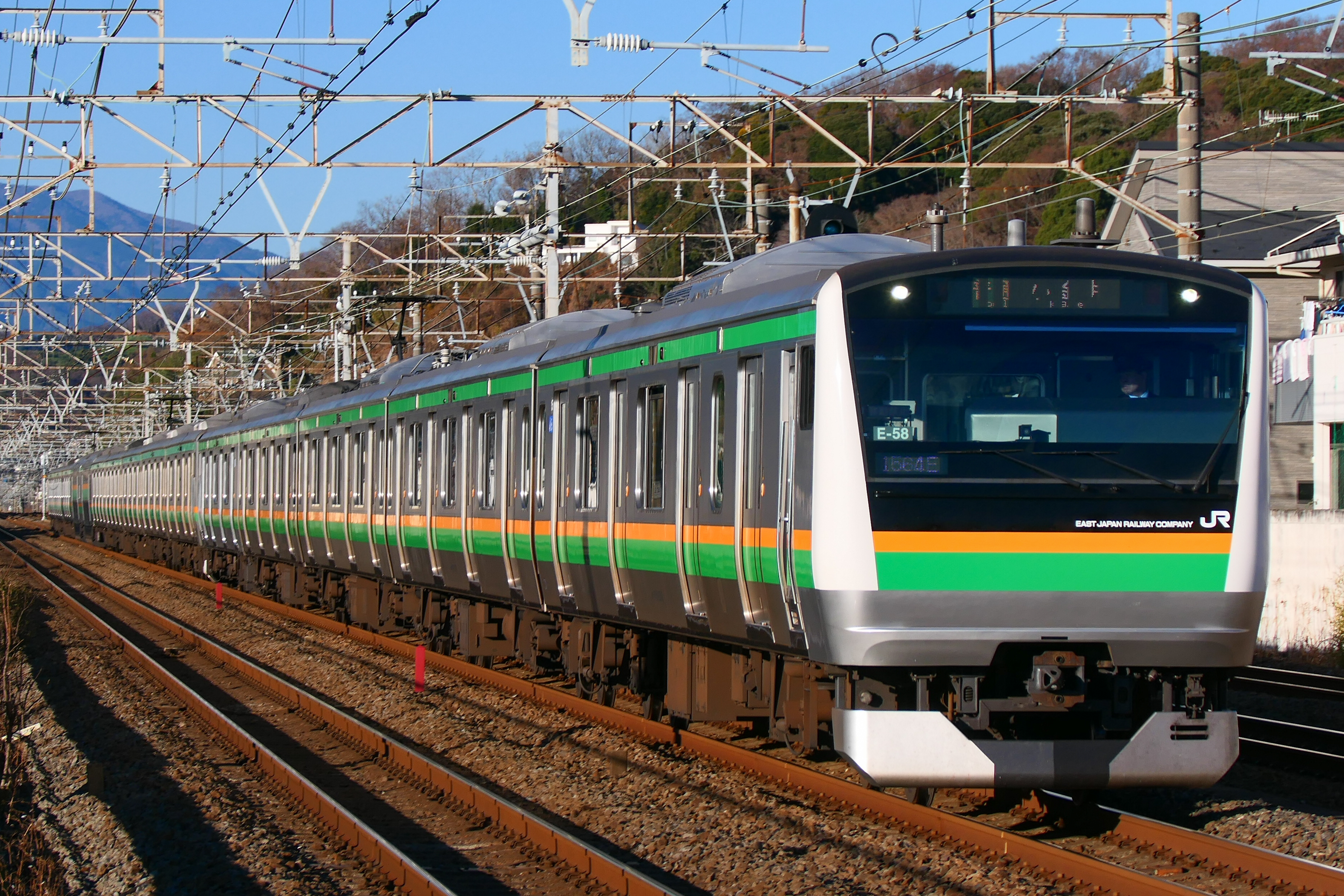
E233系
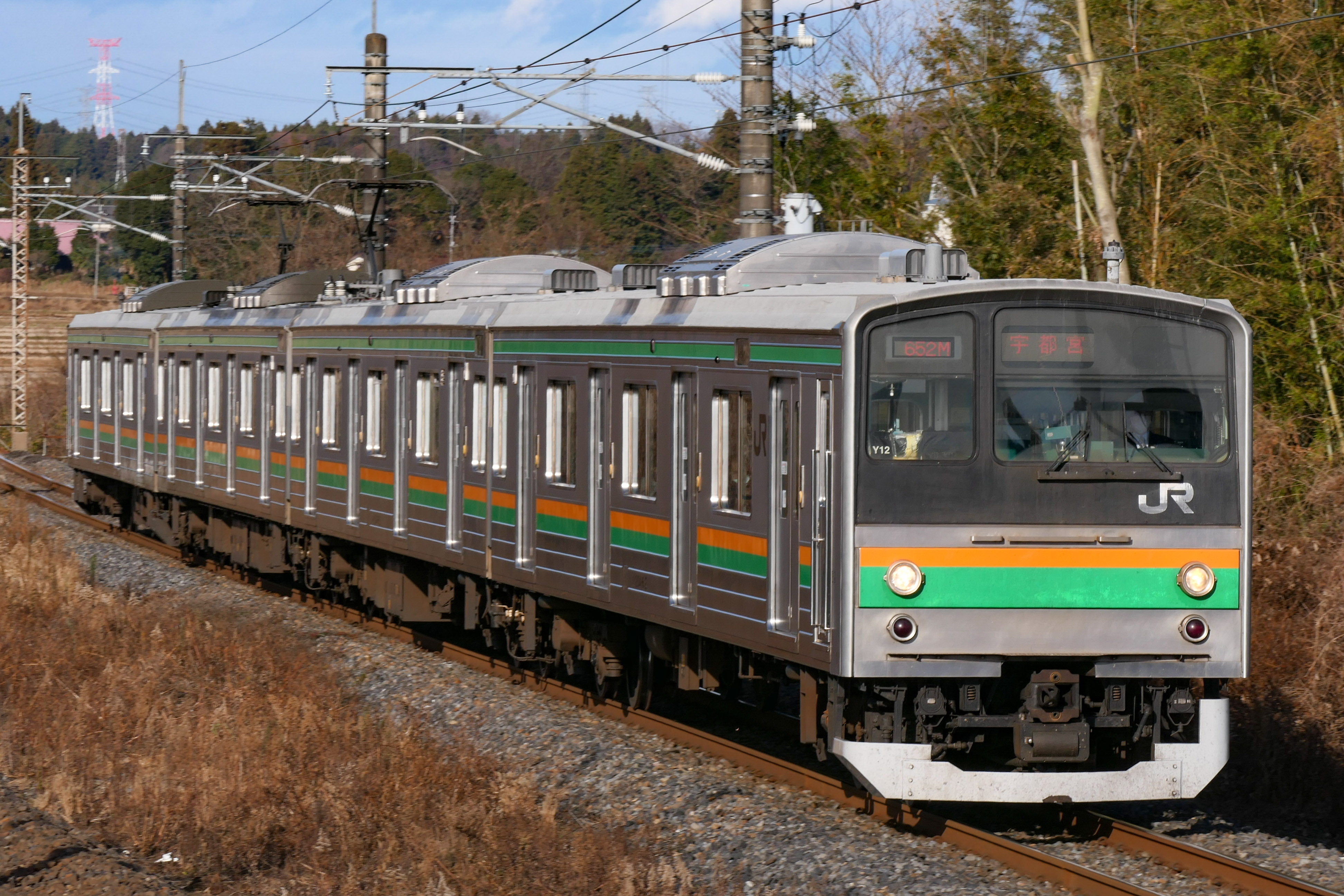
205系
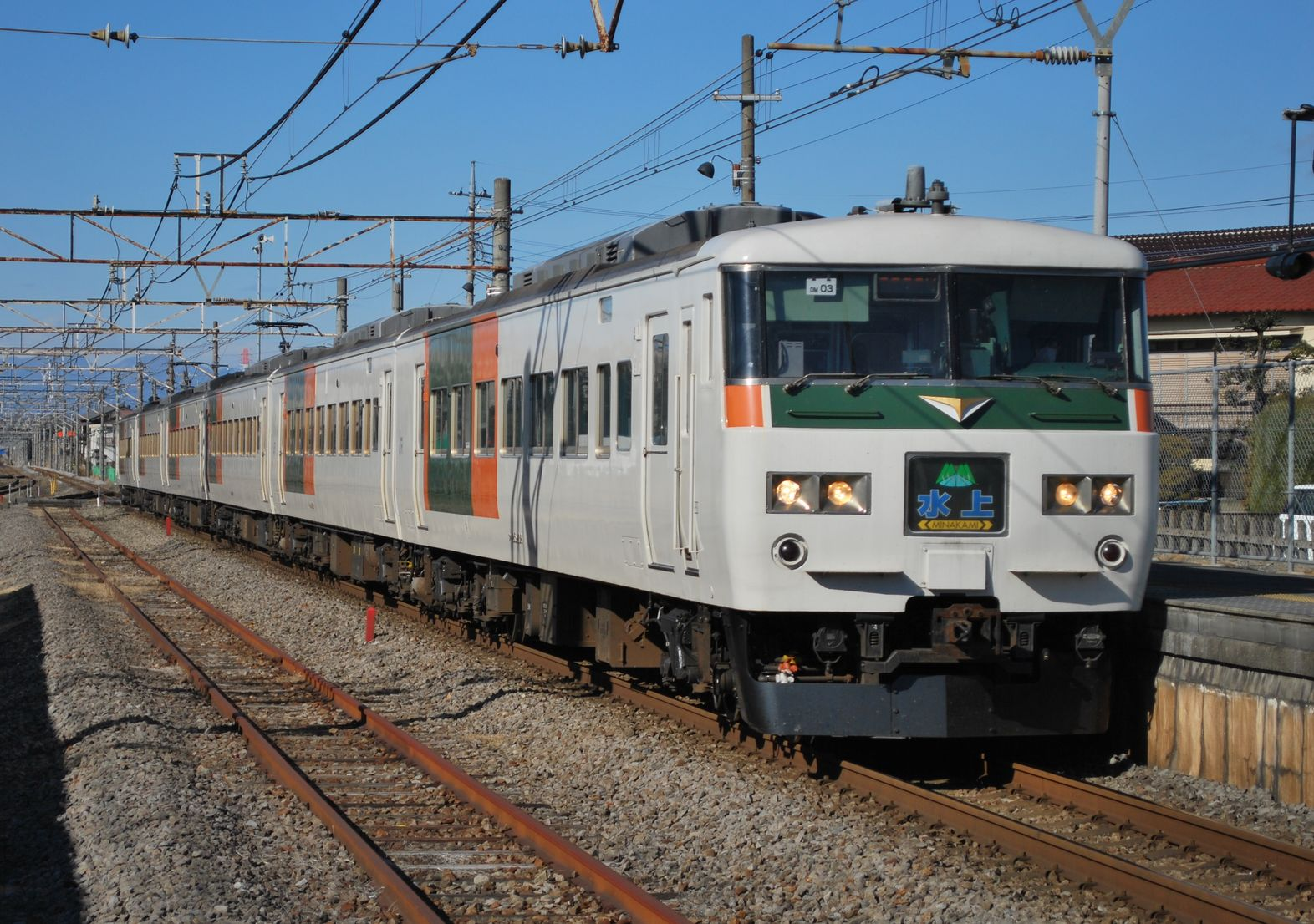
185系
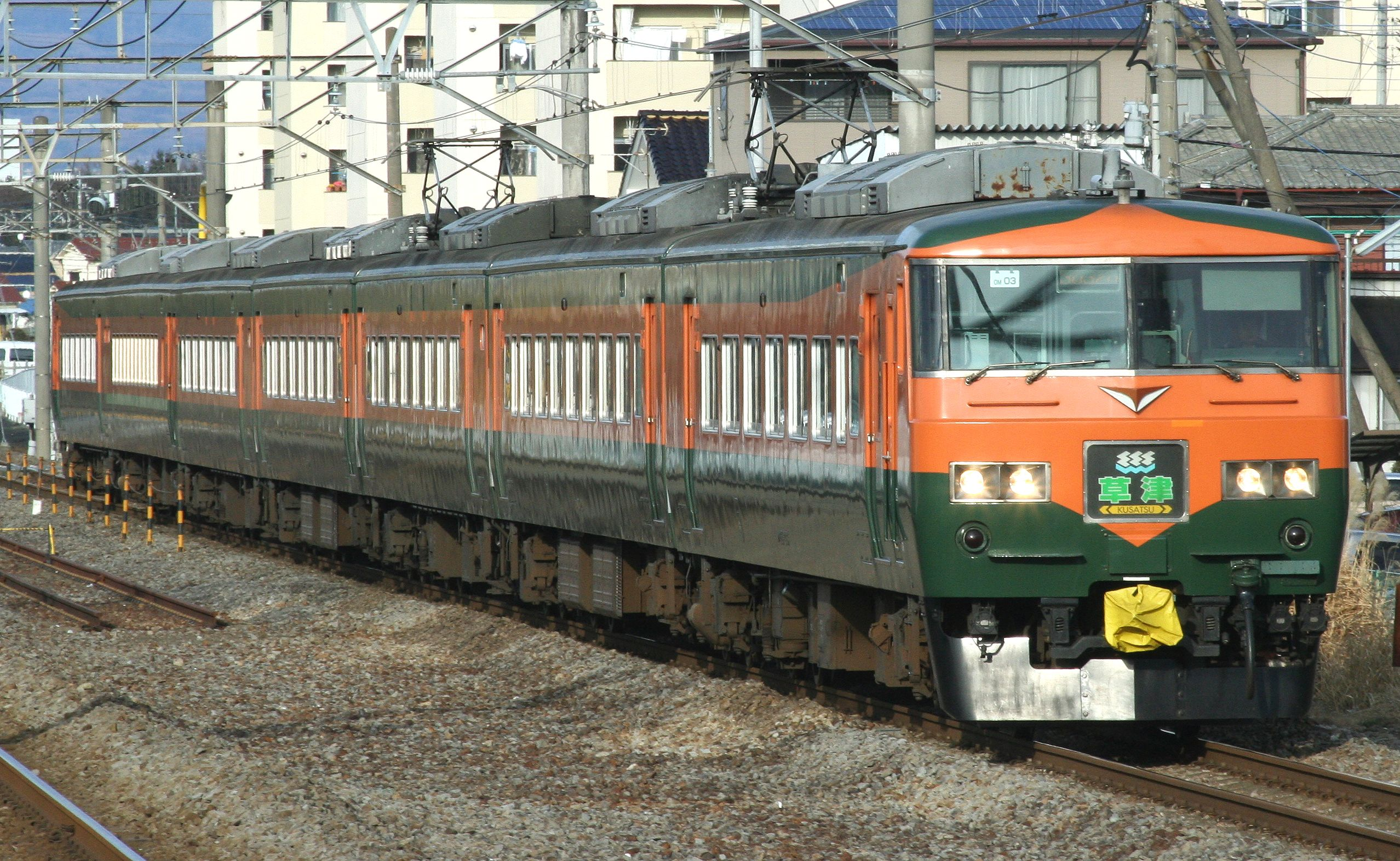
185系 OM03編成
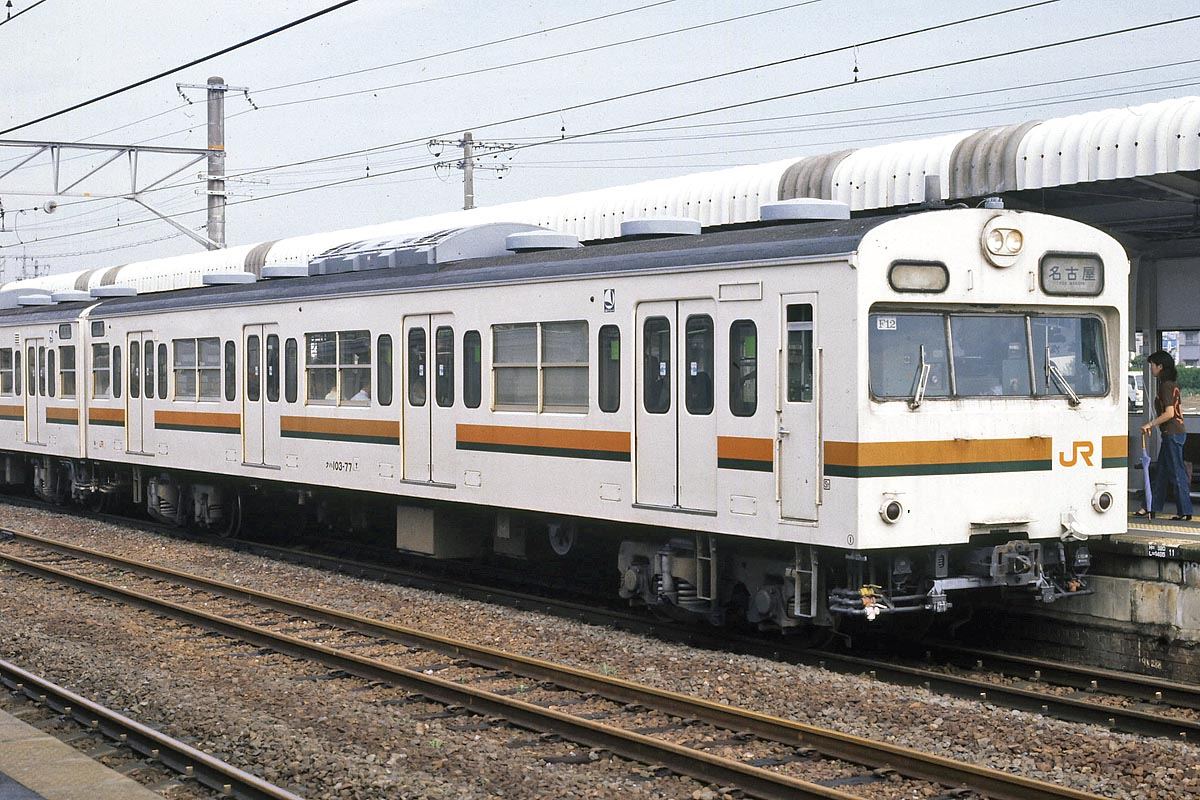
103系
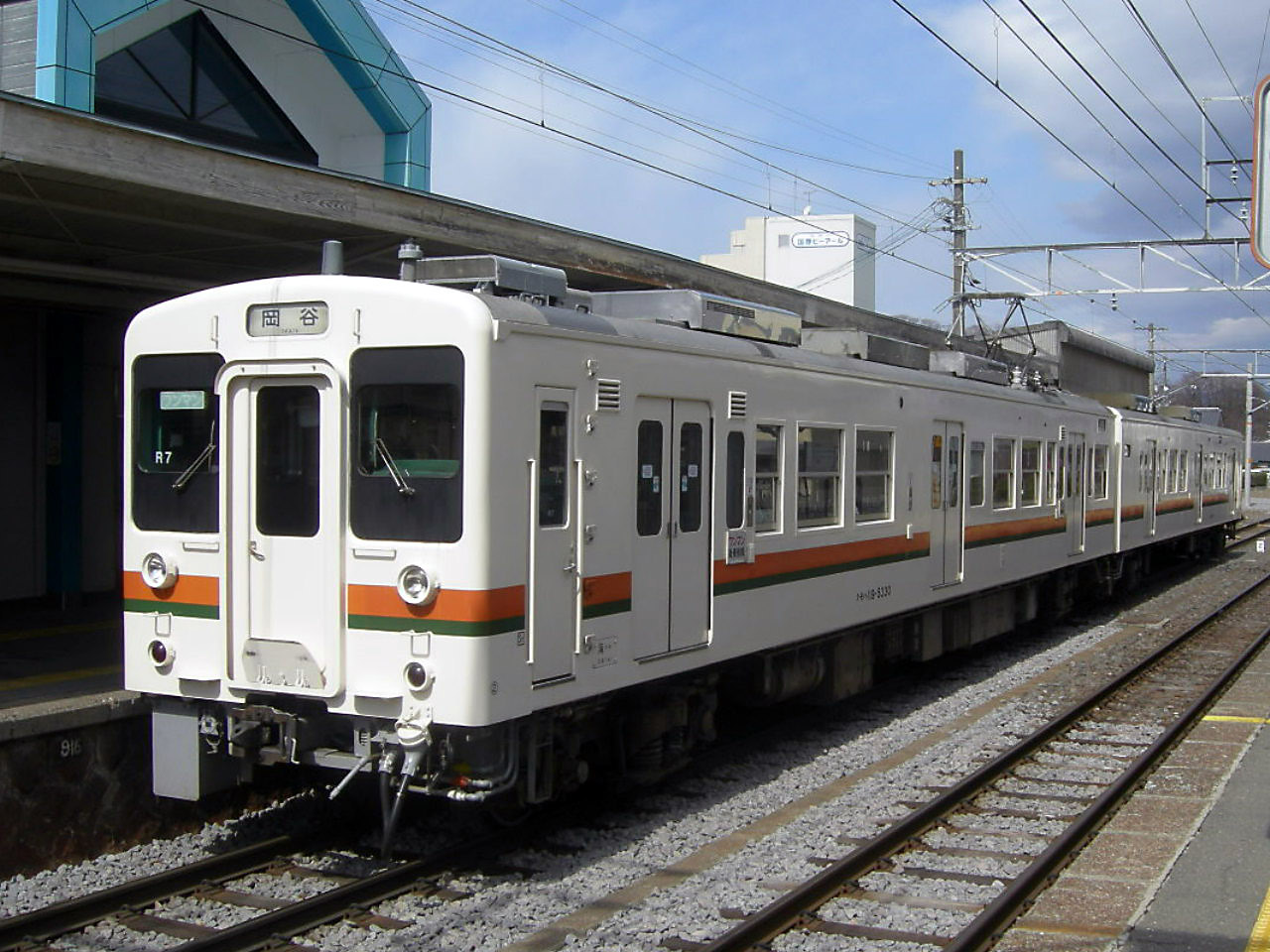
119系
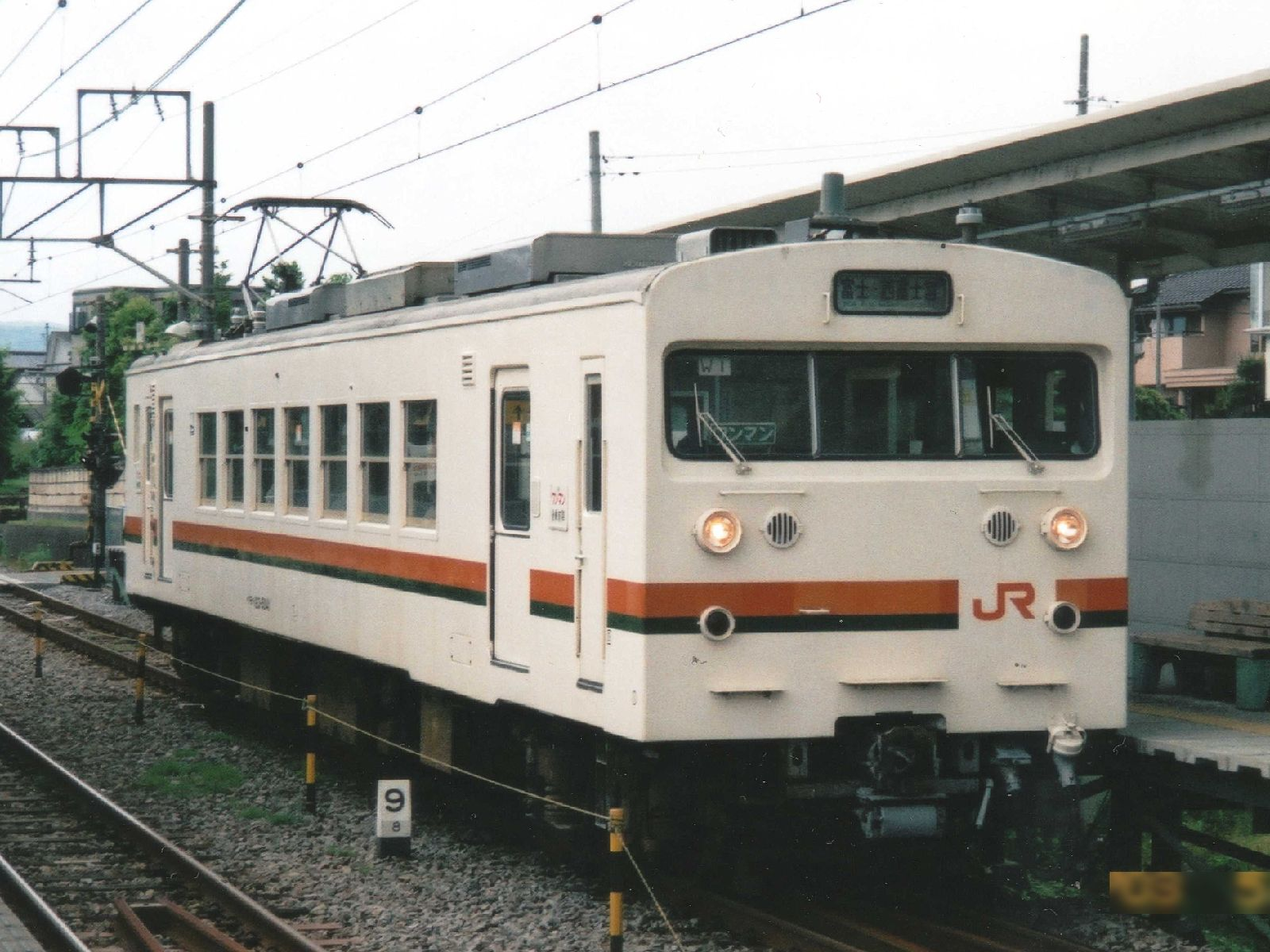
123系
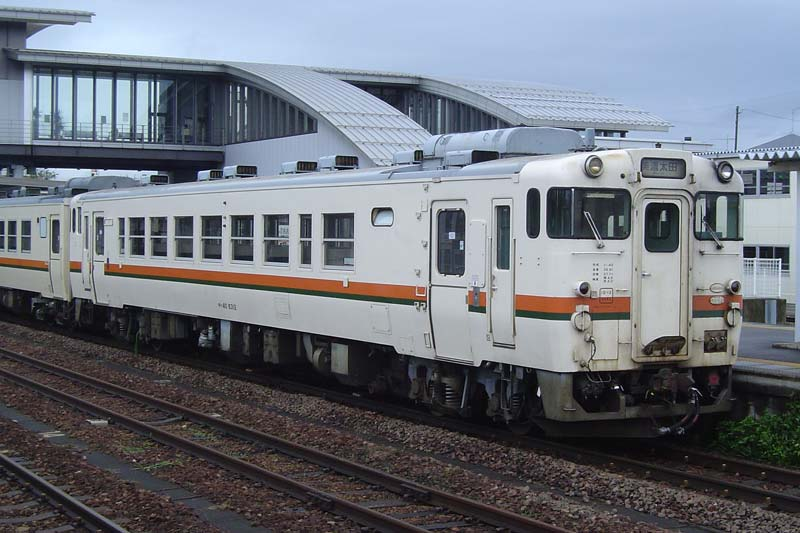
キハ40形
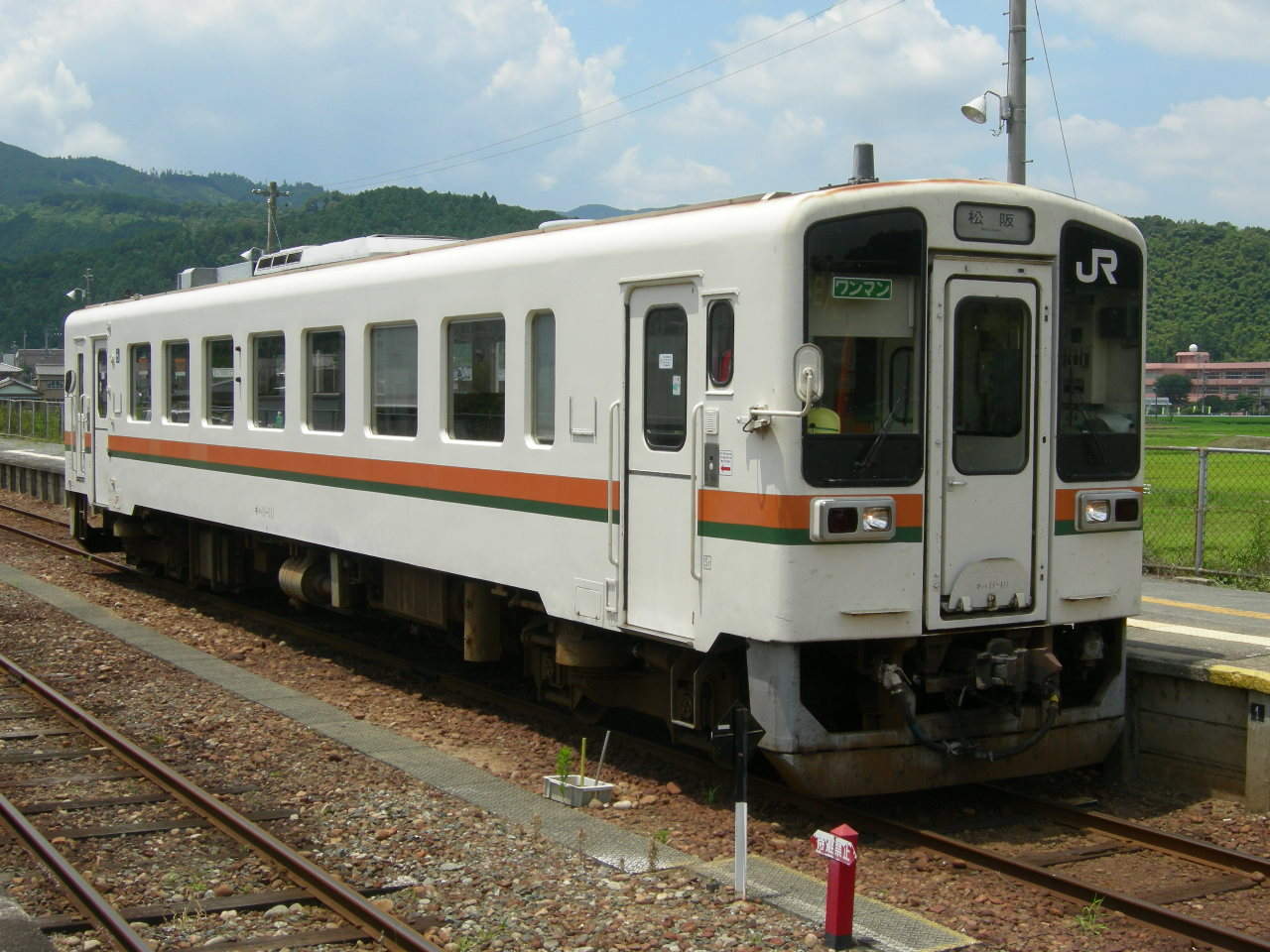
キハ11形

### 国鉄・JR以外での湘南色
国鉄およびJRグループ各社以外で以下の事業者が湘南色の車両を保有している。
鉄道総合技術研究所（鉄道総研）では国鉄から譲渡されたキハ30 15が湘南色に塗装されており、正面の塗り分け線が正面が前面強化板の上淵に達した独特なものとなっている。
しなの鉄道ではJR東日本から譲渡された169系および115系に、国鉄時代同様の湘南色を復刻塗装している。169系は2008年にS52編成が最初の湘南色塗装車となった。同編成は一旦しなの鉄道色に戻されたものの、2010年に再び湘南色となった。さらに2013年にはS54編成も塗装変更され、両編成とも同年の廃車まで湘南色で運行された。115系はリバイバル企画の一環として2017年にS3編成が、2019年にS25編成が湘南色に塗装された。ただし後者は2021年に廃車となった。
天竜浜名湖鉄道では2018年にTH2100形TH2101号車の車体全体に湘南色（正面塗り分け線は113系電車に準ずる）のラッピングを行い、「Re＋」（リ・プラス）号として運転を開始した。
東海交通事業では、1993年の開業直後に、JR東海と共通運用するキハ11形に対して白地に湘南色の帯の塗装を施した。2015年に同車がひたちなか海浜鉄道に譲渡されたことにより消滅した。

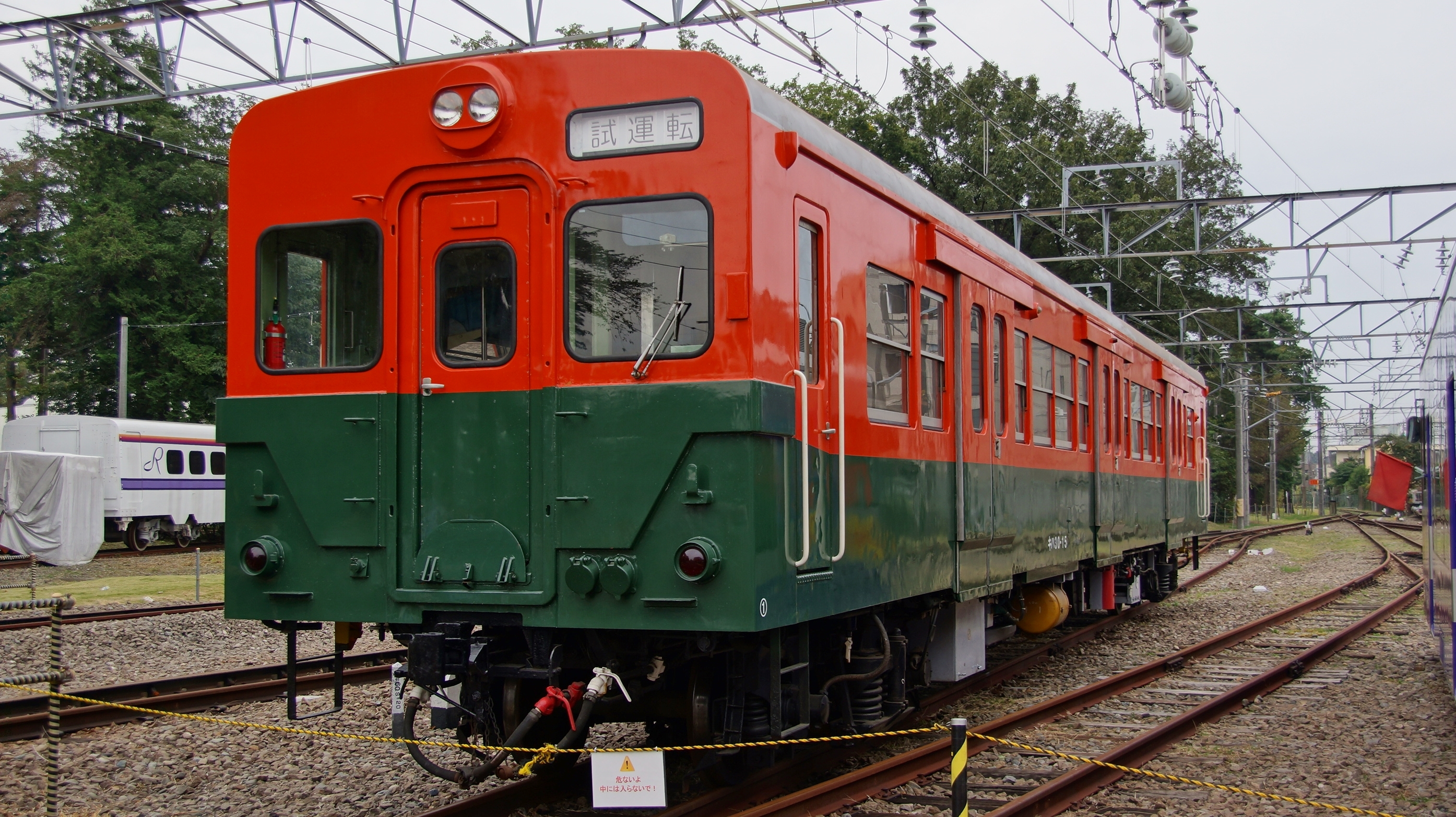
鉄道総研キハ30 15
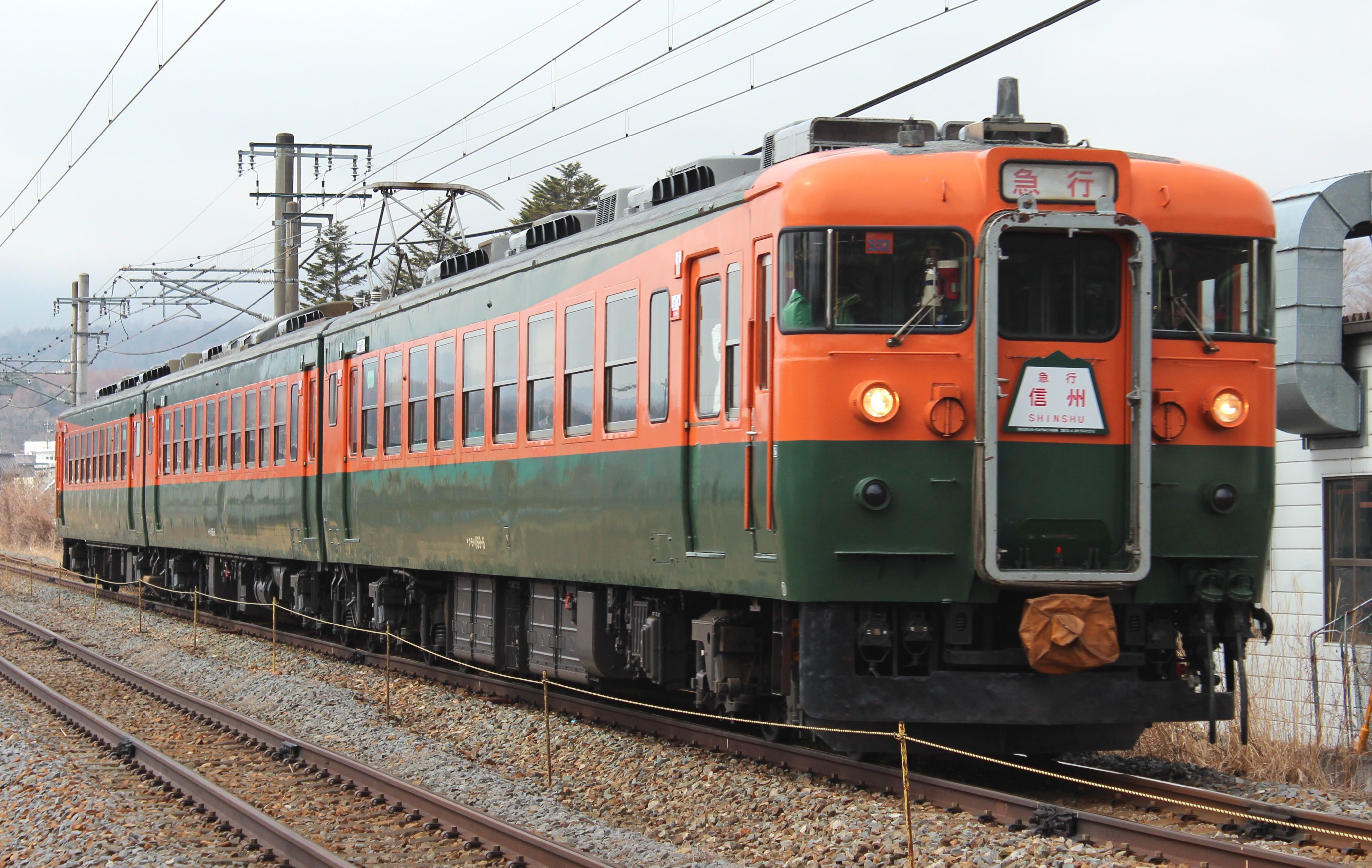
しなの鉄道169系 S52編成
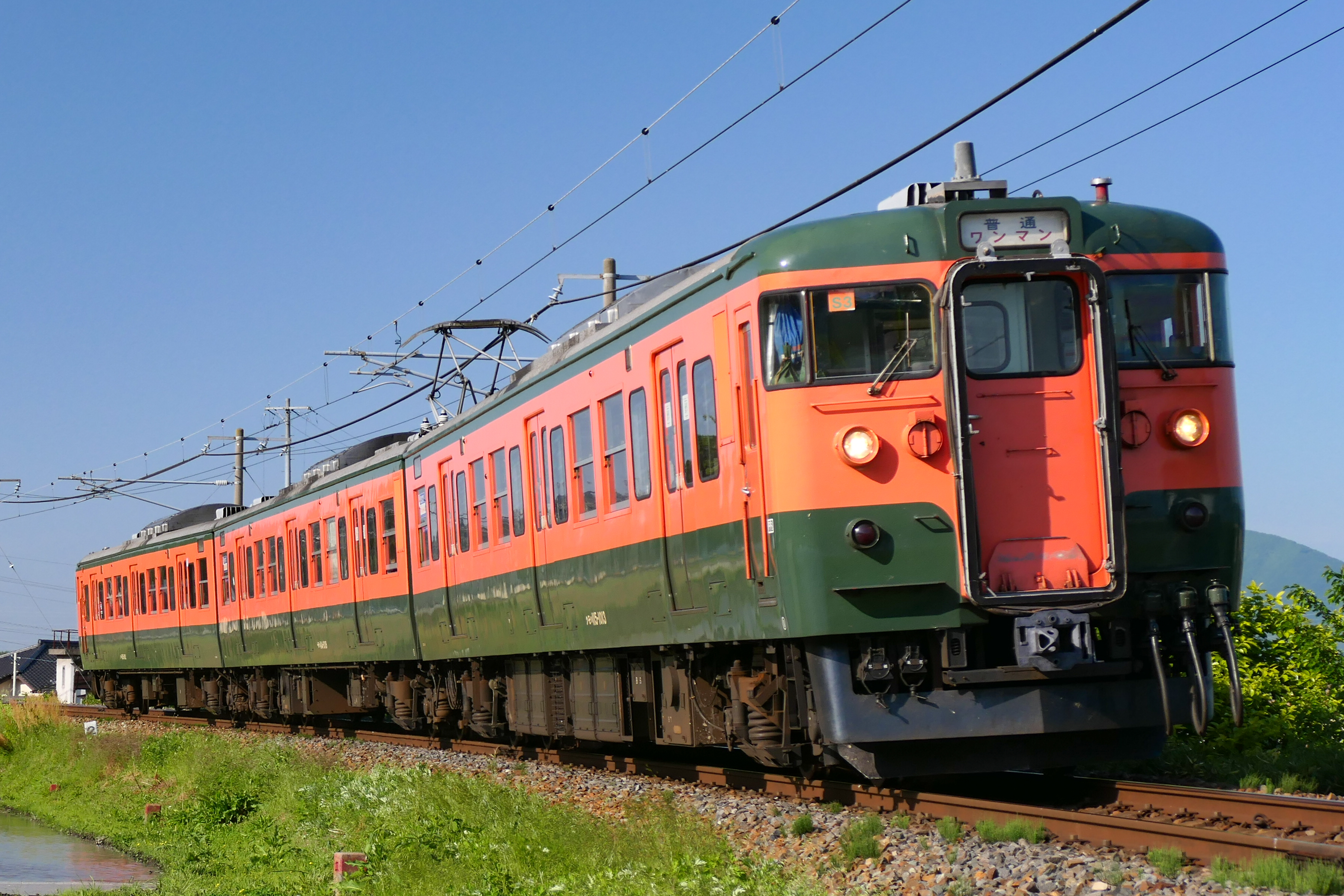
しなの鉄道115系 S3編成
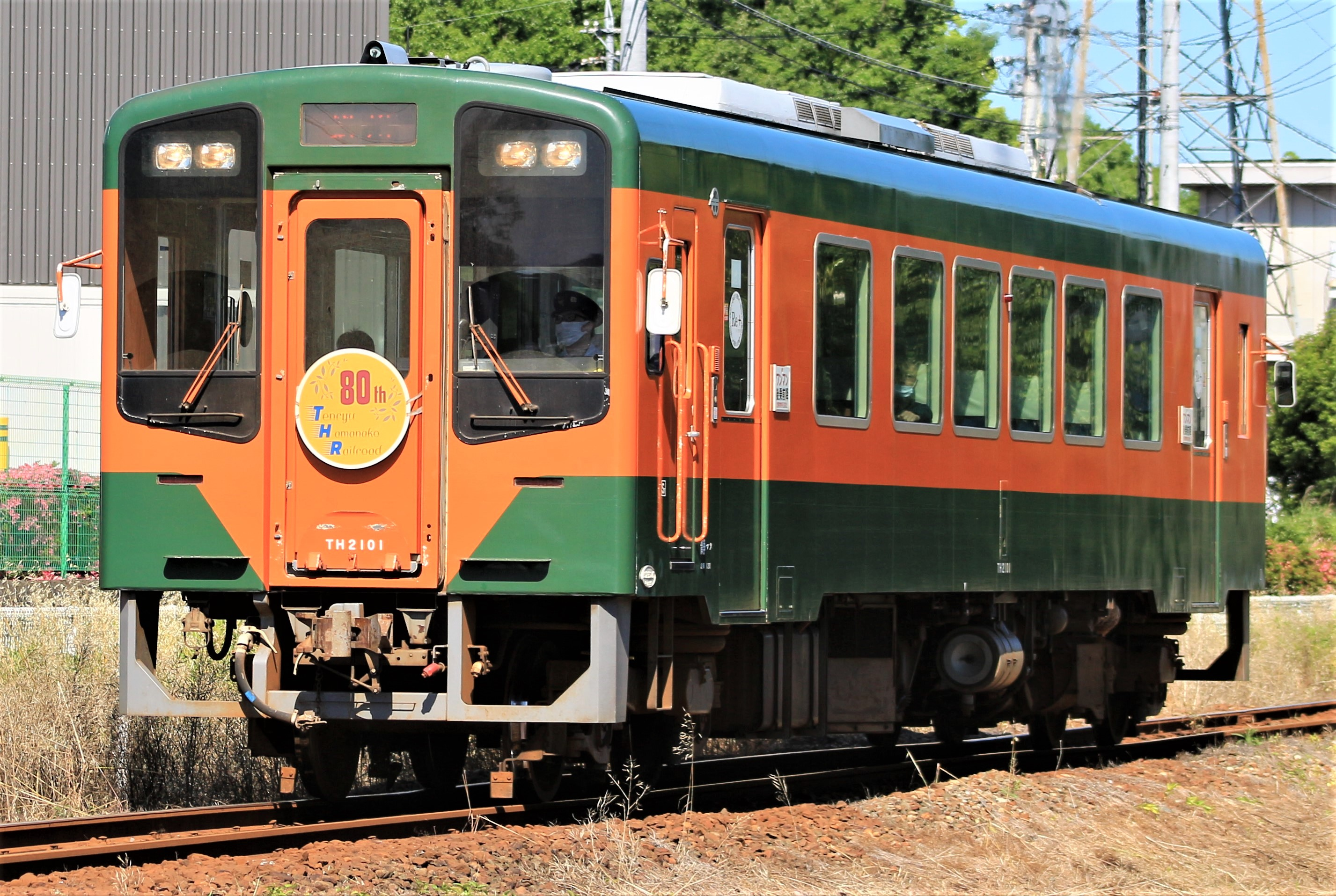
天竜浜名湖鉄道TH2101